# Saúdská Arábie
Saúdská Arábie, plným názvem Království Saúdská Arábie, je stát v jihozápadní Asii. Nachází se v centru Blízkého východu a zaujímá  většinu Arabského poloostrova. Na západě sousedí s Rudým mořem, na severu s Jordánskem, Irákem a Kuvajtem, na východě s Perským zálivem, Bahrajnem, Katarem a Spojenými arabskými emiráty, na jihovýchodě s Ománem a na jihu s Jemenem. Akabský záliv na severozápadě odděluje Saúdskou Arábii od Egypta a Izraele. Většinu jejího území tvoří vyprahlá poušť. Centrální náhorní plošina je na jihozápadě ohraničena horami a na východě nížinami; panuje zde pouštní klima s velmi vysokými denními teplotami v létě a prudkým poklesem teplot v noci. Saúdská Arábie se dělí na 13 emirátů provincií , na ploše 2,15 milionu km² žije 32 milionů obyvatel, což z ní činí pátou největší zemi v Asii, největší na Blízkém východě a dvanáctou největší na světě a čtvrtou nejlidnatější zemí arabského světa. Hlavním a největším městem je Rijád; mezi další významná města patří Džidda a dvě nejposvátnější města islámu, Mekka a Medina. Drtivá většina obyvatel jsou Arabové a afričtí Arabové, úředním jazykem je arabština, prakticky všichni saúdští občané jsou muslimové, z toho 90 % sunnité, zbytek ší'ité. 
Předislámská Arábie, území, které tvoří dnešní Saúdskou Arábii, byla místem výskytu několika starověkých kultur a civilizací; prehistorie Saúdské Arábie vykazuje jedny z nejstarších stop lidské činnosti mimo Afriku. Islám, druhé největší náboženství na světě, vznikl na území dnešní Saúdské Arábie na počátku sedmého století. Islámský prorok Mohamed sjednotil obyvatelstvo Arabského poloostrova a vytvořil jednotnou islámskou náboženskou politiku. Po jeho smrti v roce 632 jeho následovníci rozšířili muslimskou vládu i mimo Arábii a během několika desetiletí dobyli území v severní Africe, střední a jižní Asii a na Pyrenejském poloostrově. Arabské dynastie pocházející z dnešní Saúdské Arábie založily Rášidský (632-661), Umajjovský (661-750), Abbásovský (750-1517) a Fátimovský (909-1171) chalífát a řadu dalších dynastií v Asii, Africe a Evropě.
Saúdskou Arábii založil v roce 1932 král Abd al-Azíz (známý také jako ibn Saúd), který sérií výbojů, počínaje dobytím Rijádu v roce 1902, sjednotil oblasti Hidžázu, Nadždu, části východní Arábie (Al-Ahsa) a jižní Arábie (Asír) do jednoho státu. Od té doby je Saúdská Arábie absolutní monarchií řízenou autoritářským režimem bez účasti veřejnosti. Ve svém základním zákoně se Saúdská Arábie definuje jako svrchovaný arabský islámistický stát s islámem jako oficiálním náboženstvím a arabštinou jako úředním jazykem. Ultrakonzervativní wahhábistické náboženské hnutí v rámci sunnitského islámu bylo až do roku 2000 převládající politickou a kulturní silou v zemi. Saúdská vláda si vysloužila kritiku za různé politické kroky, například za intervenci v jemenské občanské válce a za rozsáhlé používání trestu smrti.
Saúdská Arábie je unitární islámská absolutní monarchie, kde král je zároveň hlavou státu i vlády. Saúdská Arábie je považována za regionální i středoevropskou mocnost. Od roku 1938, kdy byla v zemi objevena ropa, se království stalo druhým největším producentem ropy na světě a předním vývozcem ropy, kontroluje druhé největší zásoby ropy na světě a šesté největší zásoby zemního plynu. Saúdská Arábie je zařazena do kategorie ekonomik s vysokými příjmy a je jedinou arabskou zemí mezi hlavními ekonomikami skupiny G20. Saúdská ekonomika je největší na Blízkém východě a devatenáctá největší na světě podle nominálního HDP a sedmnáctá největší podle parity kupní síly. Saúdská Arábie v indexu lidského rozvoje zaujímá 37. místo. Díky své závislosti na zahraniční pracovní síle má Saúdská Arábie třetí největší počet přistěhovalců na světě. Saúdská Arábie je členem Rady pro spolupráci arabských států v Zálivu, Organizace spojených národů, Organizace islámské spolupráce, Ligy arabských států a Organizace zemí vyvážejících ropu, a také partnerem pro dialog Šanghajské organizace pro spolupráci.  

## Etymologie
Po spojení Království Hidžázu a Království Nadždu byl nový stát 23. září 1932 pojmenován المملكة العربية السعودية‎ (al-Mamlaka al-arabíja as-sa'údíja) neboli „Saúdskoarabské království.“ Slovo „saúdský“ je odvozeno ze jména vládnoucího rodu Saúdů (dynastii Sa'ūd ibn Muhammad ibn Muqrin). Toto slovo ve skutečnosti znamená "štěstí", takže doslovný překlad země zní "Země štěstí". Do názvu státu bylo začleněno proto, že jeho zakladatel, Abd al-Azíz ibn Saúd, ho považoval za majetek svého rodu. Slovo „Arábie“ (řecky „Arabia“) je složenina slova „Arab“ a přípony „-ie“, která je v češtině řeckého původu („-ia“), odpovídá však též arabské příponě „-íja“. Arab je slovo původně odvozené ze slova „arabha“ (poušť) vyskytujícího se ve Starém zákoně, později se jménem „'arab“ označovali sami obyvatelé Arábie.

## Dějiny

### Nejstarší dějiny Arábie a vznik islámu

Islámská říše a hranice chalífátu během období jeho největšího rozmachu:
vláda Mohameda, 622–632
vláda volených chalífů, 632–661
vláda Umajjovců, 661–750

První lidé se na Arabském poloostrově objevili pravděpodobně již před 100 000 lety. V nejstarších dobách byla Saúdská Arábie rozdělena na tři regiony, jejichž názvy se používají dodnes. Oblast Nadžd leží ve vnitrozemí, al-Hasa na východě při pobřeží Perského zálivu a Hidžáz na západě při pobřeží Rudého moře. Kvůli absenci vodních toků a nedostatku srážek ve vnitrozemí byly osidlovány oblasti s podzemními zdroji vody, např. oázy. Jejich izolovanost znemožňovala vytvoření jednotné politické struktury a vznikaly spíše kmeny spoutané příbuzenstvím, v jejichž čele stáli šajchové a emírové.
V roce 570 se v Mekce narodil Mohamed z kmene Kurajšovců, kteří v té době tuto kupeckou republiku ovládali. Na počátku 7. století založil islám. Kvůli původnímu odmítnutí islámu většinou obyvatel Mekky odešel Mohamed roku 622 do Medíny a toto datum bylo přijato za počátek muslimského letopočtu. Poté jeho moc začala rychle stoupat a nová víra se rychle rozšířila po Arabském poloostrově. Po Mohamedově smrti vznikl státní útvar chalífát, jehož prvním vládcem (chalífou) se stal Abú Bakr. Medína zůstala do roku 661 hlavním městem chalífátu a Mekka se stala duchovním centrem islámu.
Chalífátu nejdříve vládli volení chalífové a poté Umajjovci, kteří přesídlili hlavní město do Damašku. V roce 750 se vlády nad chalífátem ujali Abbásovci a přenesli hlavní město do Bagdádu, který se stal centrem islámského světa. Mekka a Medína jsou od té doby pouze duchovními středisky. V první polovině 10. století se západní část dnešní Saúdské Arábie včetně těchto dvou měst stala součástí fátimovského chalífátu. Východní část Arabského poloostrova v 10. století ovládli Karmaté, stoupenci nábožensko-sociálního ismáílitského hnutí, kteří povstali proti Abbásovcům. V roce 1171 Fátimovce svrhl Saladin, zakladatel dynastie Ajjúbovců, který byl uznán za vládce Mekky. Od počátku 13. století Mekce vládli Hášimovci a zhruba po roce 1269 zde měli silný politický vliv mamlúčtí sultáni. Roku 1516 dobyl celý Hidžáz osmanský sultán Selim I. a až do první světové války tomuto území pod osmanským dozorem panovali Hášimovci.

### První a druhý saúdský stát

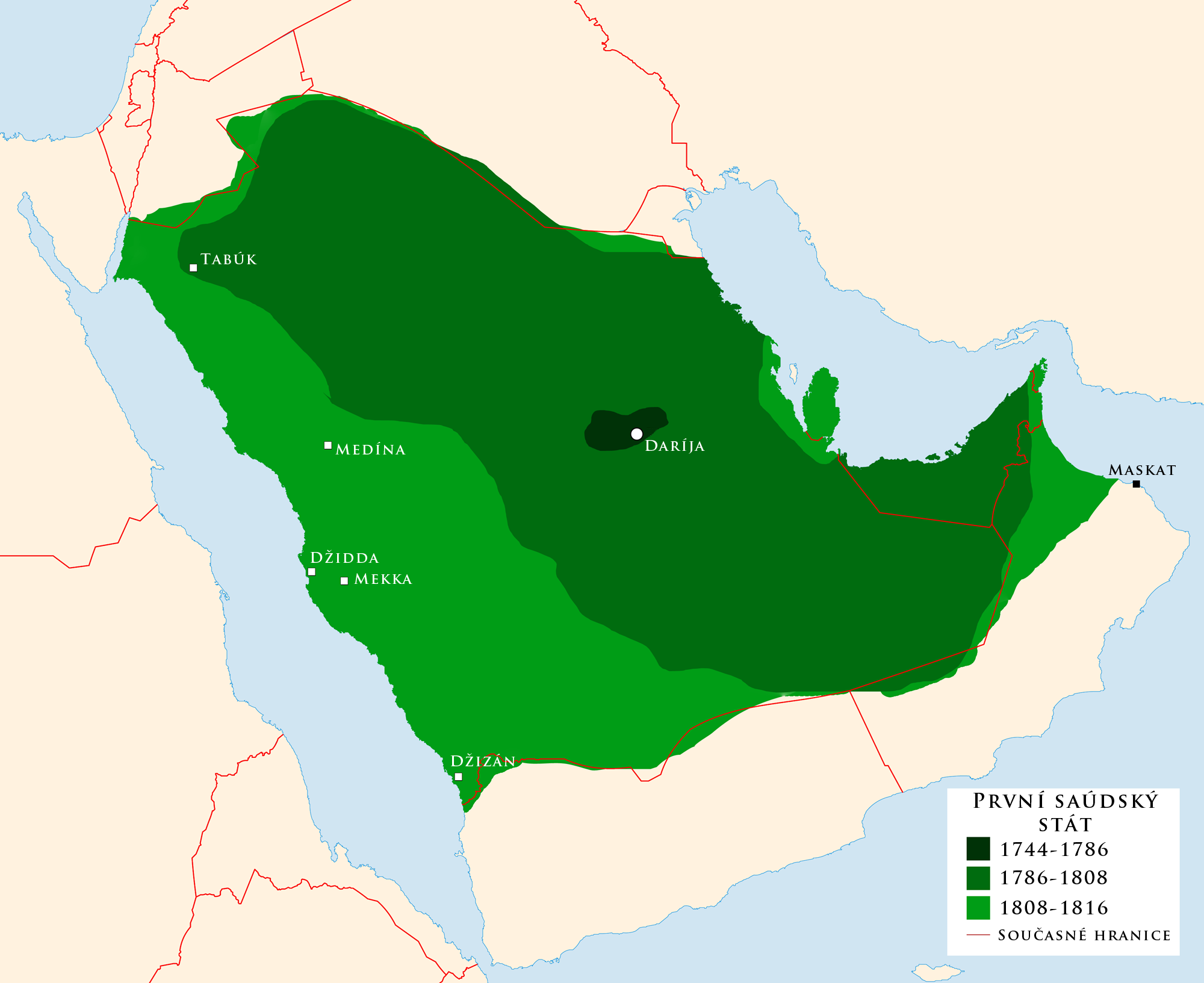
Rozsah prvního saúdského státu:
1744–1786
1786–1808
1808–1816

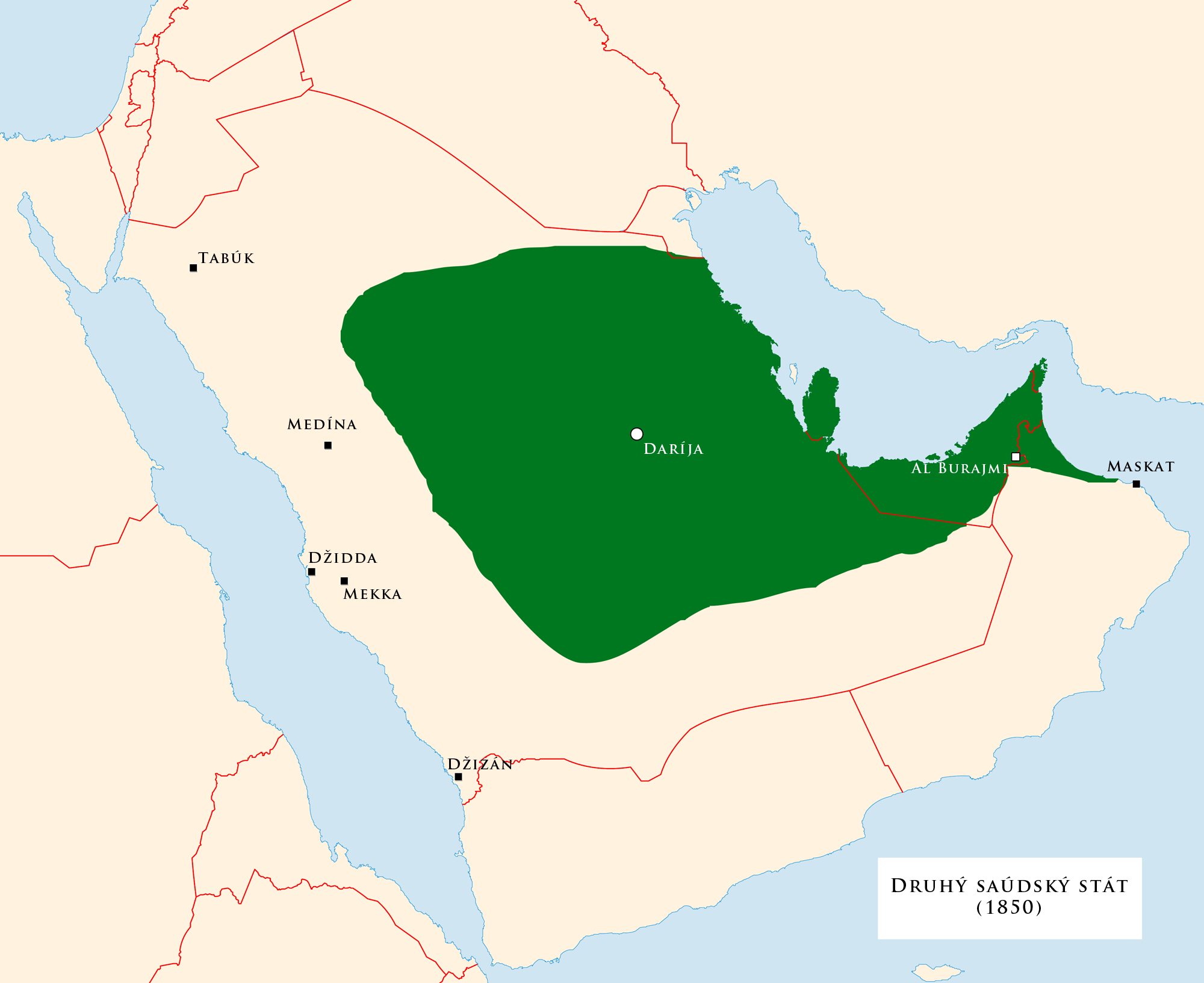
Rozsah druhého saúdského státu

V první polovině 18. století se v Nadždu začal zejména mezi drobnými rolníky rozmáhat nově vzniklý wahhábismus, sunnitská fundamentální forma islámu. Jeho zakladatel Muhammad ibn Abd al-Wahháb se spojil s Mohammadem ibn Saúdem v oáze Daríje a založili spolu první saúdský stát, který byl do počátku 19. století rozšířen přes celou dnešní Saúdskou Arábii a přesahoval i do okolních území. Kolem roku 1802 wahhábisté při svých výbojích vyplenili iráckou Karbalu, pozabíjeli šíitské obyvatelstvo a zničili hrobku šíitského imáma Husajna. V roce 1803 wahhábisté ovládli Mekku a zničili hroby muslimských světců, aby nedocházelo k uctívání někoho či něčeho jiného než jediného Boha. Stát zanikl v roce 1818 po několikaletých snahách egyptského paši Muhammada Alího.
Pokus o obnovu státu učinil emír Turní ibn Abdulláh ibn Muhammad, který v roce 1822 přepadl Rijád ovládaný Egypťany. Založil druhý saúdský stát, který byl oproti tomu prvnímu menší – Saúdové tentokrát vládli jen Nadždu a al-Hase. V polovině 19. století se rozpoutal boj mezi Saúdy a Rašídy, jejichž říše s centrem v oáze Hájl na severu se postupně rozšiřovala a nakonec vytlačila Saúdy z Nadždu. V roce 1891 druhý saúdský stát zanikl a Saúdové tak byli donuceni uchýlit se do Kuvajtu.

### Vznik Saúdské Arábie a její první roky

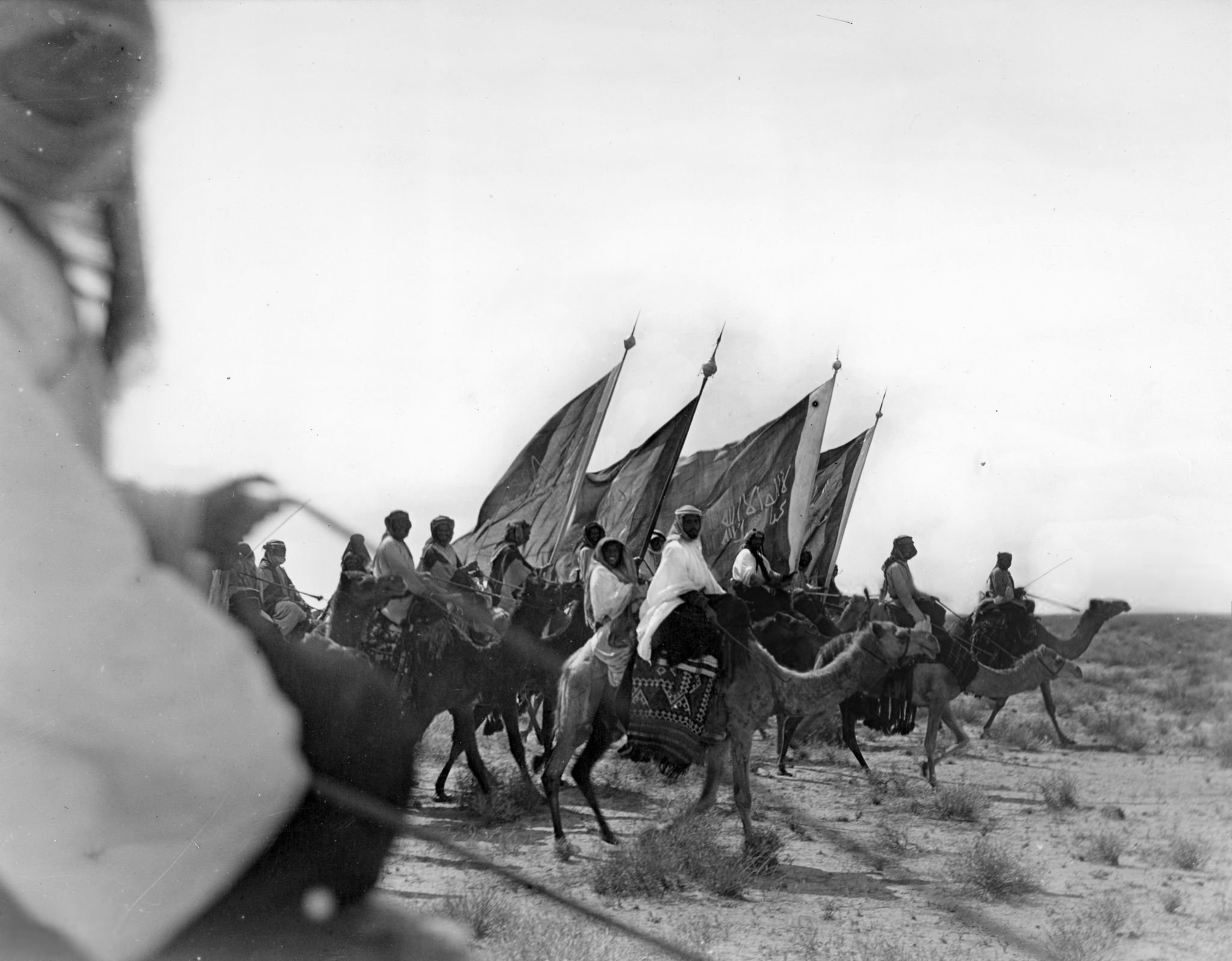
Příslušníci bratrstva Ichwán

Na přelomu 19. a 20. století kvůli sporům mezi Osmanskou říší a Spojeným královstvím, které si chtělo v Perském zálivu zajistit silnou pozici, Britové podpořili saúdského emíra Abd al-Azíze ibn Saúda v převratu proti proosmanským Rašídům. V lednu 1902 se zmocnil Rijádu a později ovládl celý Nadžd. Poté postupně získával vliv mezi hlavními kmeny v oblasti, vytvořil primitivní státní organizaci a začal budovat armádu, jejichž hlavní složkou se stalo nábožensko-vojenské (wahhábistické) hnutí Ichwán („bratři“). Členové bratrstva zakládali osady, do kterých usazovali beduíny. Během první světové války se Abd al-Azízovi pomocí Ichwánu podařilo rozšířit svou moc na velkou část Arabského poloostrova. Wahhábité 1. září 1924 dobyli a zdevastovali Táif a 16. října vstoupili do Mekky. Po roce obléhání a následném dobytí Medíny se Abd al-Azíz prohlásil králem Hidžázu, Nadždu a přilehlých oblastí a v roce 1927 Britové uznali jeho království. V září 1932 oficiálně vzniklo Spojené království s názvem Saúdská Arábie.
Abd al-Azíz považoval stát za soukromý majetek svého rodu. Upevňoval svou moc ve všech sférách vlivu a jeho vláda se proměňovala v despocii. Ekonomickou moc mu zajišťovaly britské příspěvky, muslimské poutě a později příjmy z ropy. Do druhé světové války se stále zvyšoval vliv Spojených států, který nakonec převýšil ten britský a v roce 1942 navázalo USA se Saúdskou Arábií diplomatické styky. Saúdská Arábie byla v roce 1943 zahrnuta do Zákona o půjčce a pronájmu a po jaltské konferenci bylo uzavřeno několik dohod mezi těmito dvěma státy: Američané např. mohli v zemi stavět vojenské základny a Saúdové získali dodávky amerických zbraní.

### Konec Abd al-Azízovy vlády a jeho první následníci

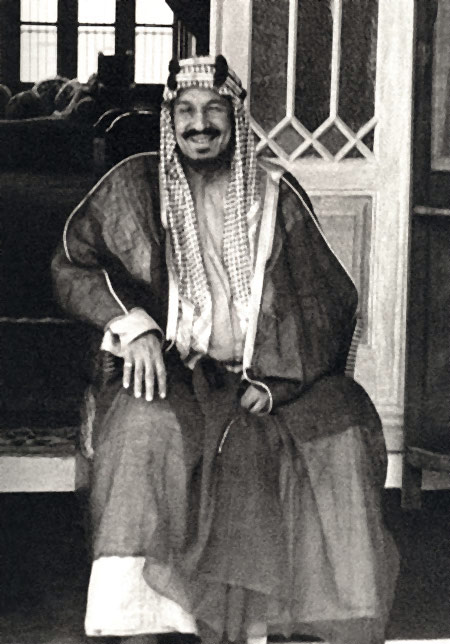
Abd al-Azíz ibn Saúd, zakladatel a první král novodobé Saúdské Arábie

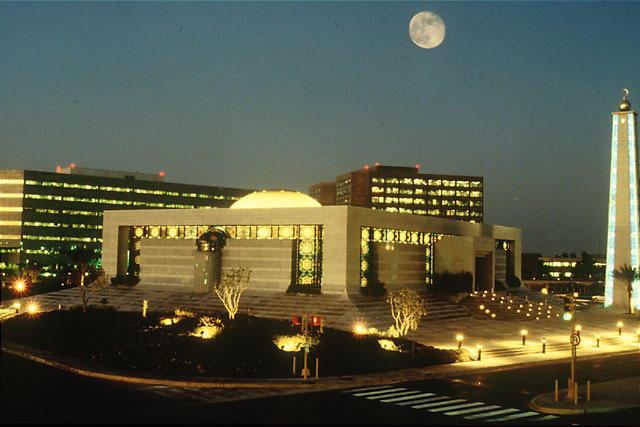
Sídlo společnosti Saudi Aramco v Zahránu

Poválečné období bylo charakteristické rapidním rozvojem ropného průmyslu. Státní příjmy se rychle navyšovaly, ale socioekonomická a politická situace v zemi se téměř nevyvíjela a v 50. letech byla Saúdská Arábie jednou z nejzaostalejších zemí Blízkého východu. Zemědělství bylo na katastrofální úrovni, což bylo z velké části zaviněno nepříznivými přírodními podmínkami. Ještě v této době bylo v Saúdské Arábii běžné otrokářství; v roce 1963, rok poté, co bylo otrokářství zakázáno zákonem, žilo v otrockých podmínkách odhadem 300 000 lidí. V zemi se začalo rozvíjet podnikání, a to hlavně ve spojení s činností ropné společnosti Aramco. Saúdská vláda dostávala zpočátku od amerických ropných společností pouze malé poplatky za vytěžené barely, což se změnilo v roce 1950, kdy byly zisky rozděleny 50 na 50.
Abd al-Azíz zemřel v roce 1953 a zanechal po sobě 34 synů. Prvním z jeho následovníků byl král Saúd, který po svém otci pokračoval v mrhání státními penězi; až polovinu státních příjmů utrácela královská rodina. Role islámu se za Saúdovy vlády ještě zvýšila, ze Saúdské Arábie se stala v podstatě teokracie. Jediným pramenem práva se stala šaría a islám začal výrazně zasahovat do všech oblastí společenského života. V roce 1958 vyvrcholila finanční a politická krize Saúdské Arábie. Ta rozdělila královskou rodinu na tři skupiny: první byla věrná Saúdovi, druhá chtěla nastolit konstituční monarchii a v čele třetí stál následník trůnu princ Fajsal. Na nátlak svých bratrů předal v roce 1958 král Saúd Fajsalovi široké pravomoci a 2. listopadu 1964 Fajsal usedl na trůn. Zavedl několik ekonomických reforem, ale jinak po svých předchůdcích pokračoval v absolutistické vládě, útisku politických soupeřů a vměšování se do soukromého života obyvatel. Během šedesátých let se v Saúdské Arábii začala výrazně projevovat modernizace, a to z počátku převážně modernizace ozbrojených sil; později stát investoval velké částky do infrastruktury, zdravotnictví a školství. Modernizace byla umožněna prudkým růstem příjmů z ropy.
Ropný boom v sedmdesátých letech zajistil zemi silnou hospodářskou i politickou pozici v rámci Blízkého východu i celého světa. V roce 1980 byla znárodněna společnost Saudi Aramco. Od roku 1970 plánuje Saúdská Arábie pětiletky. První proběhla za vlády krále Fajsala, který se snažil o pomalý přechod ke kapitalismu, ale po jeho smrti v roce 1975 byla vyhlášena druhá s plánem mnohem rychlejší modernizace ekonomiky. Velké výdaje byly věnovány na rozvoj infrastruktury, zemědělství, vzdělávání a zdravotnictví. Byly zakládány nové společnosti převážně smíšeného charakteru (část patřila státu) a majetek se přesouval do soukromého sektoru. Podíl státních výdajů na tvorbě HDP se snížil ze 73 % v roce 1973 na 48 % v roce 1983.
Obrovské příjmy z ropy financovaly Saúdské Arábii mohutné zbrojení, za které mezi lety 1974–1982 utratila 150 miliard dolarů, což bylo zhruba 30 % státního rozpočtu. Většina z těchto peněz šla na rozvoj infrastruktury a údržbu techniky, kterou prováděli většinou Američané. Mimo zbrojení využívala Saúdská Arábie nabytý majetek k ovlivňování politiky států převážně Arabského poloostrova, kde financovala zpátečnické vlády a vystupovala proti demokratizačním tendencím.
Od roku 1952 vedla Saúdská Arábie, hájící tradicionalistické monarchie a prosazující wahhábismus, s násirovskou Egyptskou arabskou republikou, která prosazovala sekulární panarabské republiky, tzv. Arabskou studenou válku. V roce 1979, po íránské islámské revoluci, se regionální konflikt proměnil do Íránsko-saúdskoarabského zástupného konfliktu, ve kterém se Saúdská Arábie postavila do čela sunnitských států proti vlivu ší'itského Íránu. V obou konfliktech byla Saúdská Arábie podporována Spojenými státy americkými.

### Od roku 1975 do současnosti

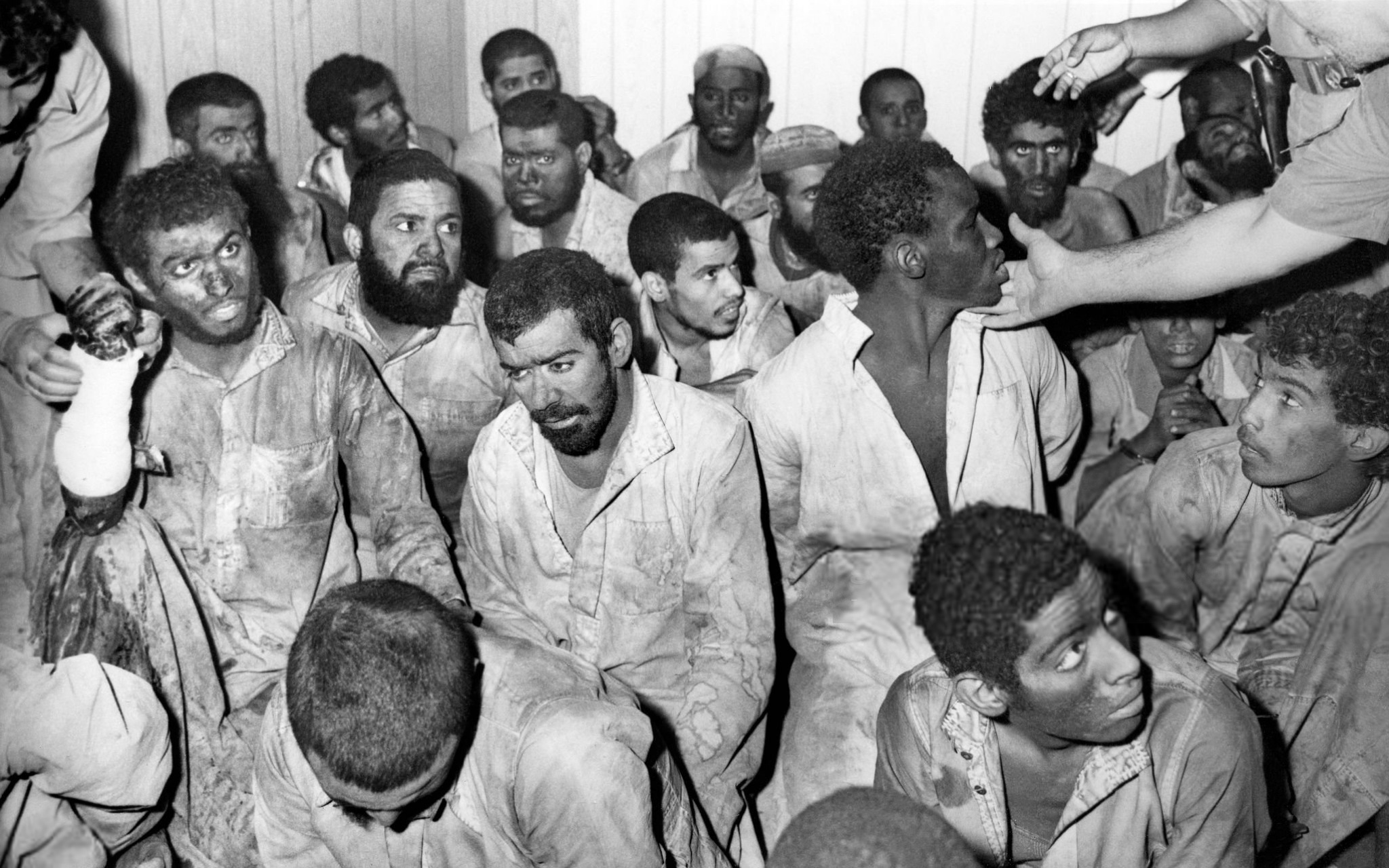
Zajatí povstalci, kteří v roce 1979 obsadili Velkou mešitu v Mekce

Král Fajsal byl 25. března 1975 zavražděn svým synovcem Fajsalem ibn Musájdem a na trůn nastoupil král Chálid. Jeho vláda byla charakteristická určitým uvolněním napětí v zemi (např. propustil politické vězně a přerozdělením části státních peněz chudým potlačil ekonomické zdroje nespokojenosti). Chálida v den jeho smrti na infarkt myokardu 13. června 1982 nahradil král Fahd. V sedmdesátých letech se začala výrazně projevovat nespokojenost s praktikami královského dvora vznikem radikálních náboženských a politických hnutí. Hlavními příčinami nespokojenosti byly např. diskriminace náboženských skupin (hlavně ší'itů ve Východní provincii) a odstupování od tradičních islámských hodnot. Válka v Zálivu v roce 1991, kterou vedly Spojené státy proti Iráku, vyústila ve svém důsledku ve zvýšení nespokojenosti některých islámských hnutí, kterým se nelíbilo spojenectví saúdské vlády s USA a pronikání západních myšlenek do tohoto království. Z islámských hnutí začaly vznikat teroristické organizace. Asi nejznámější teroristickou organizací vůbec je Al-Káida založená v roce 1988. Ta začala provádět sebevražedné atentáty a bombové útoky a v devadesátých letech svou působnost rozšířila i mimo Saúdskou Arábii.
Král Fahd zemřel 1. srpna 2005 a saúdskoarabským králem se po něm stal Abdalláh ibn Abd al-Azíz. Mezi jeho snahy patřily např. boj proti terorismu, ekonomické reformy, určitá demokratizace politického procesu a částečná emancipace žen. Po smrti krále Abdalláha v lednu 2015 nastoupil do čela státu král Salmán. Mezi přetrvávající potíže v království patří i za jeho vlády nedodržování základních lidských práv a působení teroristických organizací. V roce 2011 se v Saúdské Arábii v souvislosti s událostmi Arabského jara odehrály místní protesty, zejména ve východních provinciích přiléhajících k zálivu, kde jsou soustředěna centra těžebního a zpracovatelského průmyslu. Tyto protesty však byly nesmělé a nepočetné. Úřední moc v Rijádu na tyto události reagovala podobně jako monarchistické režimy v Jordánsku nebo Maroku – oživením řady sociálních programů, vložením dalších investic do bytové výstavby, podpory vzdělávacích projektů. Došlo rovněž ke zvýšení důchodů, platů v průmyslových odvětvích, policii a armádě. Arabské jaro v roce 2011 tedy Saúdskou Arábii téměř nezasáhlo, vláda nepokoje potlačila v zárodku násilím, ideologicky i finančně.
V březnu 2011 provedly saúdskoarabské jednotky přímou intervenci do Bahrajnu na straně sunnitského vládnoucího rodu Ál Chalífa. 14. března 2011 projížděly Bahrajnem saúdskoarabské obrněné tanky pod hesly pomoci bratrskému státu proti podvratným silám, inspirovaným Íránem. V tak malém a politicky přehledném státu jako je Bahrajn se s „bratrskou pomocí“ několika tankových a motostřeleckých praporů podařilo situaci zvládnout za několik dní a aktivisty šíitské opozice fyzicky zlikvidovat nebo jinak „eliminovat“. S pochopením ji sledovali i západní spojenci Rijádu.
Mnohem masívněji se Saúdská Arábie zapojila do vývoje událostí v Jemenu, a to po vyhrocení situace v roce 2012, kdy se k nenásilným protestům připojily ozbrojené jednotky šíitského hnutí Al-Húthí, jehož bojovníci pocházeli z řad zajdovských kmenových svazů. U jižní hranice s Jemenem se soustředil početný saúdskoarabský kontingent a oblasti s šíitským obyvatelstvem byly ostřelovány z houfnic. Od dubna 2014 saúdskoarabské letectvo s různou intenzitou bombardovalo mnohé lokality v Jemenu – často bez ohledu na jejich vojenský význam. Nejednou šlo o uprchlické tábory nebo také nemocnice organizace Lékaři bez hranic. V roce 2015 se situace v Jemenu definitivně vymkla jakékoliv kontrole a změnila se v nepřehlednou kmenovou válku, jež se odehrává za značného nezájmu světa. V březnu 2015 zahájila Saúdská Arábie s logistickou podporou Spojených států přímou vojenskou intervenci v Jemenu proti jemenským šíitům. Konflikt v Jemenu vyčerpává země Perského zálivu. Saúdská Arábie bojuje na straně oficiální vlády Mansúra Hádího, Írán údajně podporuje hutíjské rebely. Saúdové zahájili svoji intervenci v Jemenu na jaře 2015 společně s koalicí dalších zemí včetně Spojených arabských emirátů, Kuvajtu, Bahrajnu, ale třeba také Súdánu. V noci na pátek 25. 8. 2017 došlo k náletu na jemenskou metropoli Saná. Nálet, který zasáhl dva domy na jižním předměstí Saná, podnikla letadla koalice vedené Saúdskou Arábií, která jemenské vládě pomáhá v boji proti šíitským povstalcům. Arabská koalice přiznala, že „omylem“ zasáhla civilisty. Údaje o počtu obětí se liší: agentura Reuters v pátek psala o nejméně 12 mrtvých civilistech, včetně 6 dětí, zatímco agentura AFP o 14 mrtvých, včetně pěti dětí, sourozenců z jedné rodiny. Pro svou první zahraniční návštěvu si nově zvolený americký prezident Donald Trump zvolil Saúdskou Arábii, při které došlo k dohodnutí zbrojního kontraktu ve výši 110 miliard dolarů. Jde o největší zbrojní zakázku v americké historii. Uzavřená dohoda je oběma stranami propagována jako zdroj nových pracovních míst a bezpečnosti regionu. Kritikové argumentují zaprodáním lidských práv za peníze a negativním dopadem na situaci v Jemenu, která byla OSN označena za největší světovou humanitární krizí.
Také do občanské války v Sýrii se Saúdská Arábie nepřímo zapojila, a to tím, že podporuje penězi a zbraněmi islamistické povstalce z Fronty an-Nusrá, která je napojená na teroristickou organizaci Al-Káida.

## Státní symboly

### Vlajka
Saúdskoarabská vlajka je tvořena zeleným listem o poměru stran 2:3 s bílým arabským nápisem a s šavlí (s rovnou čepelí). Text je muslimské vyznání víry (šaháda): Není boha kromě Alláha a Mohamed je jeho prorok. Zaplňuje blok o šířce, která je rovna polovině délky vlajky. Výška nápisu je rovna čtvrtině šířky vlajky.

### Znak
Saúdskoarabský státní znak tvoří dva zkřížené meče (šavle, přesně scimitary) a zelená palma.

### Hymna
Saúdskoarabská hymna je skladba Abdula-Rahman al-Khateebiho. Text byl napsán roku 1950 Mohammedem Talatem a upraven roku 1984 Ibrahimem Khafajim.

## Geografie

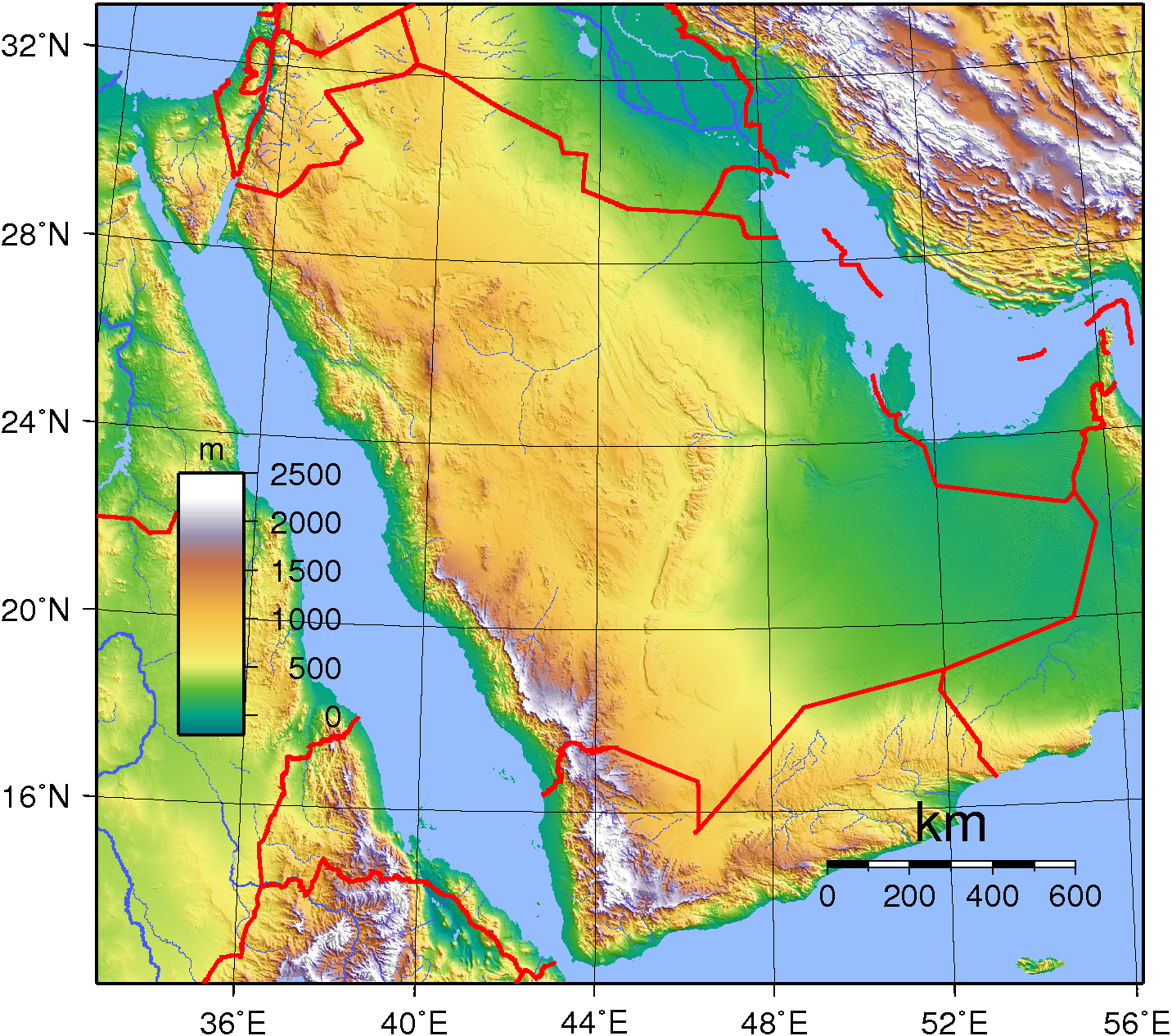
Topografie Saúdské Arábie

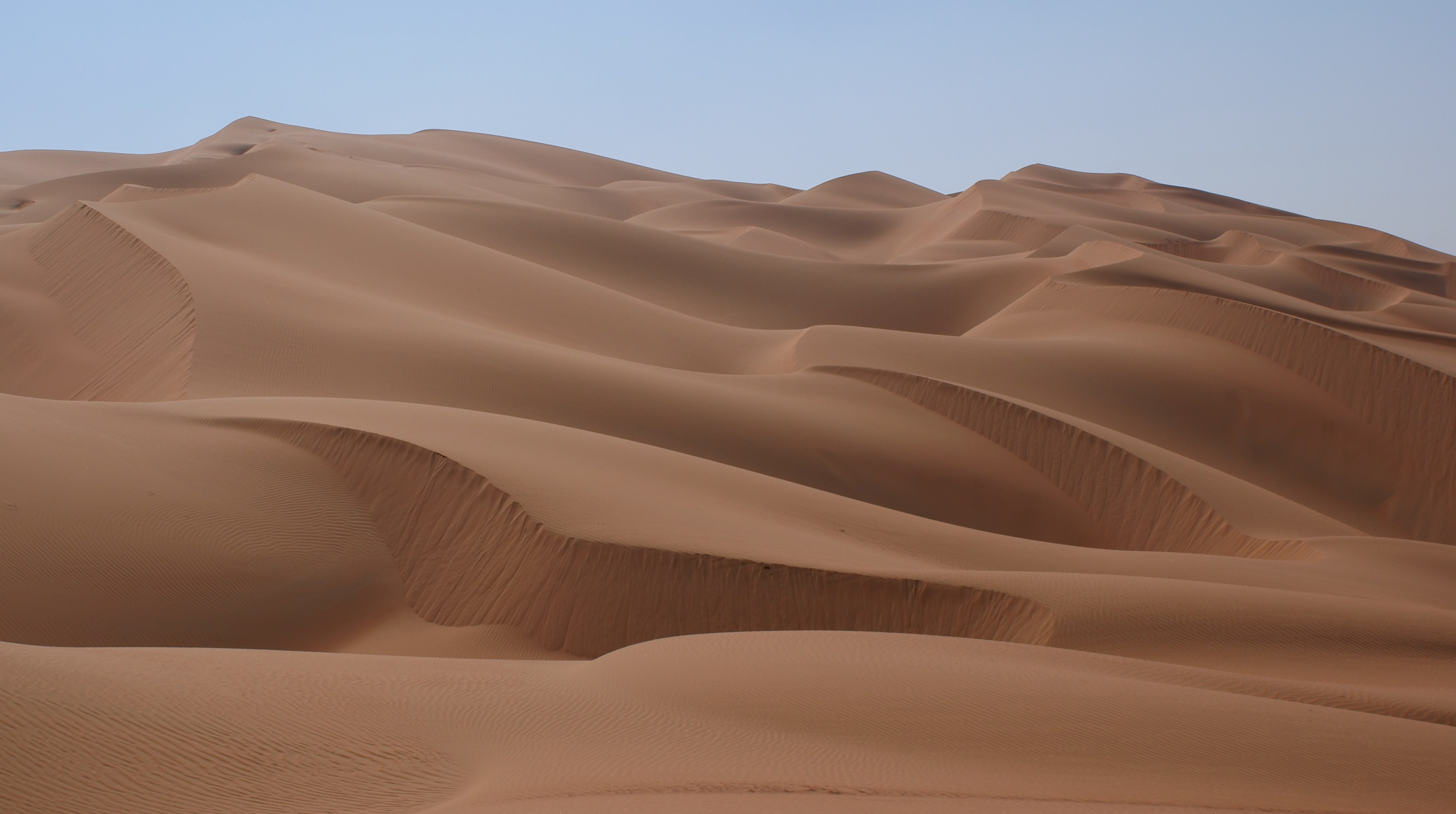
Poušť Rub al-Chálí

Saúdská Arábie se nachází na Arabském poloostrově v jihozápadní Asii. Na východě od ní leží Perský záliv a na západě Rudé moře spolu s Akabským zálivem. Celková délka pobřeží je 2640 km. Se svou rozlohou 2 149 690 km² zabírá Saúdská Arábie zhruba 80 % Arabského poloostrova a je 13. největším státem na světě. Na jihu sousedí s Jemenem, na jihovýchodě s Ománem, na východě se Spojenými arabskými emiráty (SAE), Katarem a Bahrajnem, na severu s Irákem, Jordánskem a Kuvajtem. Na sporném úseku hranic mezi Irákem a Saúdskou Arábií bylo v letech 1922–1975 neutrální území, k vytyčení hranice došlo roku 1981. Země dlouhodobě vede spory o hranice se SAE kvůli ložiskům ropy a zemního plynu.
Na západě Saúdské Arábie se podél Rudého moře táhne horský systém Saravátu, z něhož vystupují pohoří Hidžáz, Asír a Jemenské hory. Směrem k východu hory klesají a mění se v náhorní plošinu Nadžd, která zaujímá velkou část země. Za nejvyšší bod je považována hora Džabal Saudá s výškou 3133 metrů, která leží v pohoří Asír. Nejnižším bodem země je úroveň hladiny Perského zálivu. Celý jihovýchod země představuje velká poušť Rub al-Chálí (česky „Pustá končina“), která je se svou rozlohou přes 640 000 km² největší souvislou písečnou pouští na světě. Menší pouště Dahná a Nafúd se rozprostírají i v centrální a severní části země. V zemi nejsou žádné stálé vodní toky, nachází se tam pouze mnoho vádí (což jsou vyschlá koryta řek, jimiž voda protéká jen nárazově po deštích). Půda je většinou neúrodná, obdělává se 1,67 % z celkové rozlohy, z toho většina jsou aluviální usazeniny (usazeniny říčního původu) ve vádí, kotlinách a oázách. Země trpí desertifikací, vyčerpáváním podzemních zásob vody a kontaminací půdy na pobřeží v důsledku úniku ropy. Častým jevem jsou písečné a prachové bouře. Na západě se vyskytuje několik sopek, které jsou ale posledních několik století téměř nečinné.

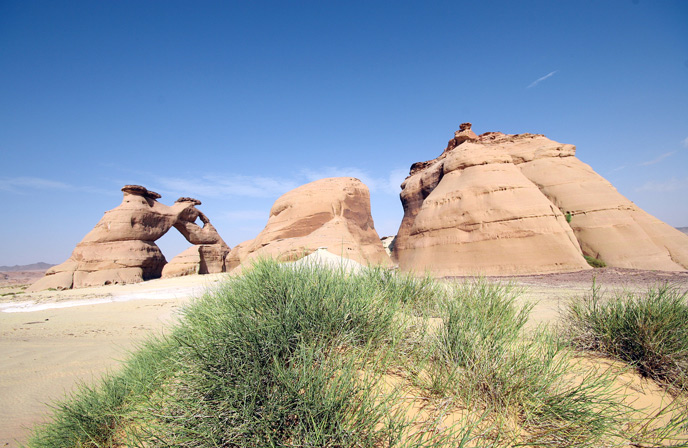
Kamenný útvar v Nadždu

Království se od roku 1978 začalo aktivně zapojovat do ochrany životního prostředí a od té doby vytvořilo 15 chráněných území o rozloze větší než 80 000 km². V zemi žije několik druhů živočichů, mezi ty menší patří např. vlk, hyena, liška, medojed, promyka, dikobraz, pavián, ježek, zajíc a pískomil, mezi větší pak různé druhy gazel, přímorožec a levhart. V Saúdské Arábii hnízdí asi 180 druhů ptáků, z nichž 11 je endemických. Mezi ty neendemické patří např. orel, drop, orlovec, ostříž a plameňák. Dále se v království nachází 60 druhů ještěrů, 34 druhů hadů, 9 druhů želv a 7 druhů obojživelníků. Bohatý je vodní život v Rudém moři. Na území Saúdské Arábie se vyskytují většinou malé byliny a keře, které vyžadují málo vody a používají se jako krmivo pro živočichy. V Asíru na jihu se v několika oblastech vyskytují i stromy a louky. Rozšířenou rostlinou je datlovník pravý, a to hlavně ve Východní provincii.

### Podnebí
Země má s výjimkou západní provincie Asír suché pouštní podnebí s velmi vysokými denními a nízkými nočními teplotami a minimem srážek. Největší rozdíly podnebných podmínek jsou mezi vnitrozemskými a přímořskými oblastmi. Průměrné letní teploty ve dne dosahují 45 °C, ale mohou se vyšplhat až na 54 °C. V zimě se průměrné teploty pohybují okolo 19 °C a málokdy klesají pod 0 °C. Výjimečně ale napadá sníh, např. v jižních výšinách nebo i na severu země. Podnebí Asíru je ovlivněno monzuny Indického oceánu, celoročně zde spadne zhruba 480 mm srážek. Na západním břehu je vysoká vlhkost. Ve vnitrozemí jsou srážky velmi neobvyklé, někde spadne např. 65 mm srážek ročně a jinde po několik let nezaprší.

## Vláda a politika

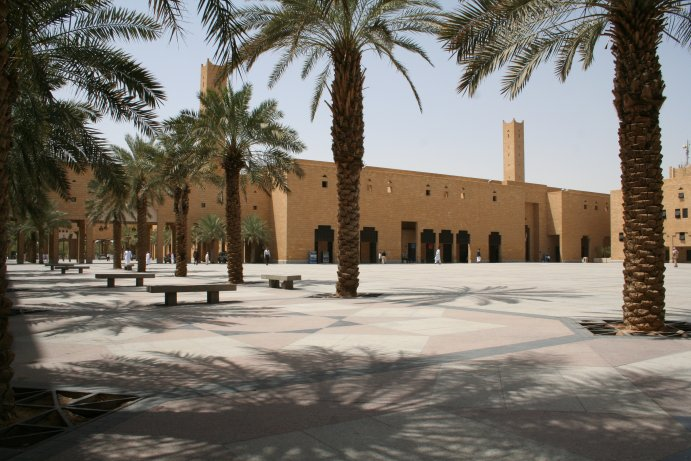
Náměstí Dira, na kterém probíhají veřejné popravy.

Saúdská Arábie je islámská absolutní monarchie. Základem právního systému je šaría. Islámským právem by se podle ústavy, kterou představují korán a sunna, měl řídit i král, ten má ale i poslední slovo v ústavních sporech. Výkonnou moc představuje král, kterým je od roku 2015 král Salmán. Ten funguje jako předseda vlády, kterou každé čtyři roky jmenuje on sám a je v ní několik členů královské rodiny. Všichni dosavadní následovníci trůnu byli synové Abd al-Azíze, zakladatele novodobé Saúdské Arábie. Král Abdalláh v roce 2006 zřídil Komisi věrnosti, která má za úkol zvolit další krále a korunní prince, aby se předcházelo sporům o nástupnictví. Zákonodárnou moc má do jisté míry Poradní shromáždění čítající 150 členů, zákony ní navržené ale schvaluje až král. V roce 2005 proběhly první volby na úrovni místních úřadů, přičemž volební právo měli pouze muži starší 21 let. Součástí státního aparátu jsou ulamové, kteří mají velký vliv na školství, kulturu a zákony. Islámské soudy jsou klíčovou částí soudní moci, řeší nejvíce soudních sporů. Mimo ně existují menší soudy, které mají omezené pole působnosti. V roce 2009 byl zřízen vrchní soud, který má možnost zvrátit rozhodnutí nižších soudů, která závisí na individuálním způsobu výkladu islámského práva.
Nemuslimským obyvatelům je většinou odpírána svoboda vyznání, ale Abdalláhova vláda se zčásti na nátlak západních mocností snažila o větší náboženskou toleranci. Stejně tak není dodržována svoboda shromažďování ani svoboda projevu. Přístup k internetu je regulován. Human Rights Watch poukazuje na odsouzení v nespravedlivých soudních procesech, týrání vězňů, diskriminaci žen a nucení k předčasnému manželství. V zemi funguje Výbor pro podporu ctnosti a bránění neřesti, náboženská policie, která nevybíravými a často brutálními způsoby dohlíží nad dodržováním náboženských předpisů. Politické opozici a lidem podezřelým z terorismu hrozí svévolné zadržení a nespravedlivé odsouzení. Mezi tresty patří např. rány holí nebo useknutí končetiny. Trest smrti může být udělen např. za čarodějnictví, zřeknutí se islámu, cizoložství, loupež nebo pašování drog. Zahraniční pracovníci nemají sociální, politická, kulturní ani ekonomická práva. V zemi je zakázána činnost politických stran a odborových organizací, nicméně existují domácí i zahraniční opoziční hnutí, z nichž nejvýznamnější jsou sunnitští extrémisté, liberalisté a ší'ité. Vláda se se smíšeným úspěchem snaží opozici potlačovat. Režim důkladně kontroluje všechny aspekty veřejného života občanů.

### Administrativní členění

Mapa administrativního dělení Saúdské Arábie: 1) al-Džauf, 2) al-Hudúd aš-šamálíja, 3) Tabúk, 4) Há'il, 5) al-Madína, 6) al-Kasím, 7) Mekka, 8) ar-Rijád, 9) aš-Šarkíja (Východní provincie), 10) al-Báha, 11) Asír, 12) Džizán, 13) Nadžrán

Saúdská Arábie je silně centralizovanou zemí. Je rozdělena na 13 provincií (emirátů), v jejichž čele stojí guvernér ze saúdské rodiny jmenovaný králem. Provincie jsou dále rozděleny na guvernoráty, kterých je více než 100. Největšími saúdskými městy jsou Rijád (hlavní město; k roku 2009 v něm žilo 4 725 000 obyvatel), Džidda (3 234 000), Mekka (1 484 000), Medína (1 104 000) a Dammám (902 000).

### Zahraniční vztahy

#### Členství v mezinárodních organizacích
Království je členem několika mezinárodních organizací. V roce 1945 se stala zakládajícím členem Organizace spojených národů (OSN) a Ligy arabských států (LAS), v roce 1960 spoluzaložila Organizaci zemí vyvážejících ropu (OPEC). Zastává silnou pozici v Mezinárodním měnovém fondu a Světové bance. Jejími hlavními cíli v zahraniční politice jsou udržet si klíčovou pozici na Arabském poloostrově, bránit arabské a islámské zájmy, podporovat solidaritu mezi islámskými vládami a udržet si dobré vztahy s ostatními ropnými zeměmi a největšími odběrateli ropy. Je jedním z největších poskytovatelů zahraniční pomoci na světě, pomáhá několika arabským, africkým a asijským státům. Usiluje o mírové vyřešení arabsko-izraelského konfliktu a vyžaduje stáhnutí Izraele ze všech jím okupovaných území a uznání Palestinské autonomie jako nezávislého státu.
V roce 2015 založila mezinárodní Islámskou vojenskou protiteroristickou koalici.

#### Vztahy s USA

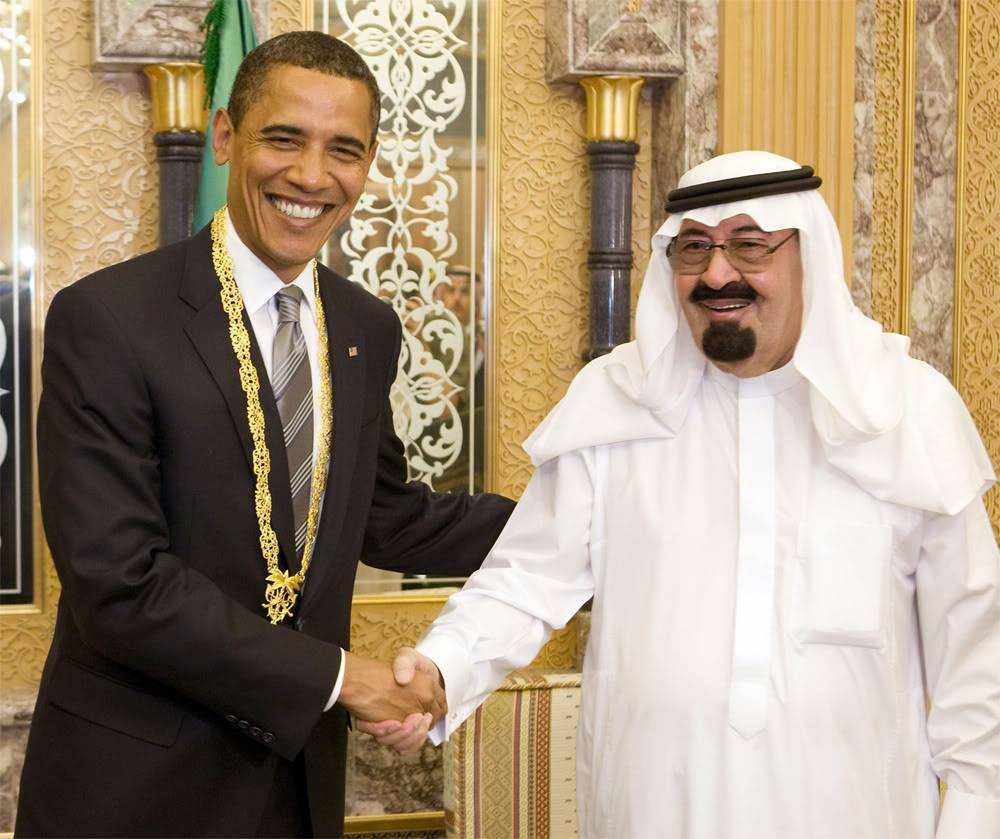
Král Abdalláh s prezidentem USA Barackem Obamou v roce 2014

Diplomatické vztahy se Spojenými státy jsou pro obě země velmi významné, ať už kvůli ekonomické, vojenské nebo politické spolupráci. Spojené státy dlouhodobě pomáhají království s výcvikem armády a dodávkami zbraní. Během funkčního období administrativy Baracka Obamy prodaly Spojené státy Saúdské Arábii zbraně v celkové hodnotě 110 miliard dolarů. Po teroristických útocích 11. září 2001 byly vztahy mezi těmito dvěma zeměmi oslabeny (15 sebevražedných atentátníků bylo saúdské národnosti), ale později se Saúdská Arábie stala jedním z partnerů USA v boji proti terorismu. S Íránem udržovalo království v 90. letech pozitivní vztahy (shodují se např. v ropných záležitostech, obraně islámu a pohledu na arabsko-izraelský konflikt) i přes výrazně odlišný přístup ke Spojeným státům, nicméně později se vztahy prudce zhoršily a král Abdalláh kvůli íránskému jadernému programu opakovaně žádal USA, aby na zemi zaútočilo.
V březnu 2016 Saúdská Arábie pohrozila Spojeným státům, že se zbaví amerických aktiv v hodnotě více než 750 miliard dolarů, pokud americký Kongres označí Saúdskou Arábii jako zodpovědnou za útoky z 11. září roku 2001.

#### Vztahy s arabskými státy

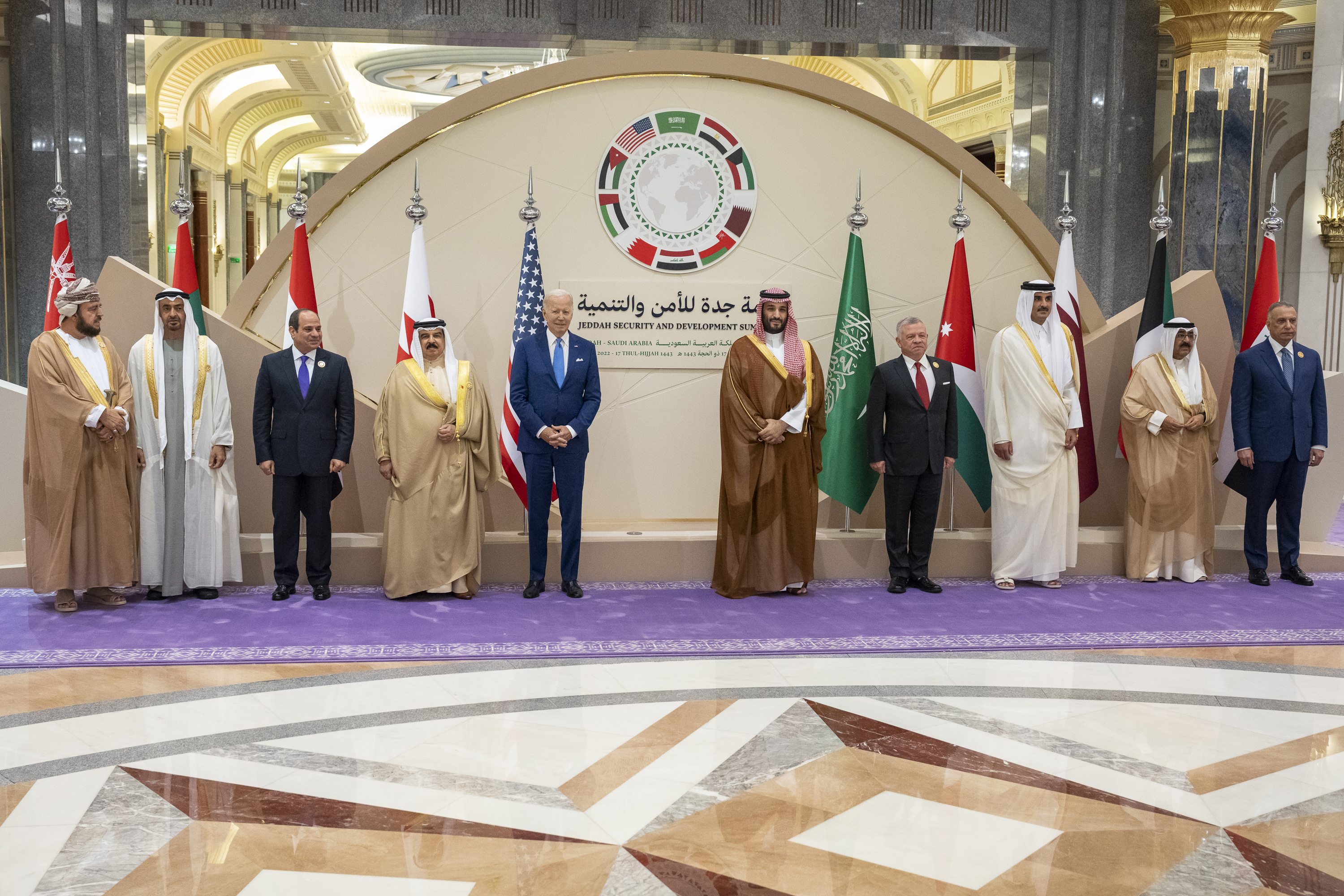
Saúdský korunní princ Muhammad bin Salmán, egyptský prezident Abd al-Fattáh as-Sísí a další arabští vůdci na summitu GCC v Saúdské Arábii, 17. července 2022

Diplomatické vztahy s Irákem jsou od války v Iráku chladné, protože království se obává vzrůstajícího vlivu ší'itů v zemi. Z okolních států Arabského poloostrova si Saúdská Arábie udržuje dobré vztahy např. s Bahrajnem a Spojenými arabskými emiráty, zatímco s Katarem, Ománem a Jemenem má vztahy spíše špatné.

#### Vztahy s Ruskem

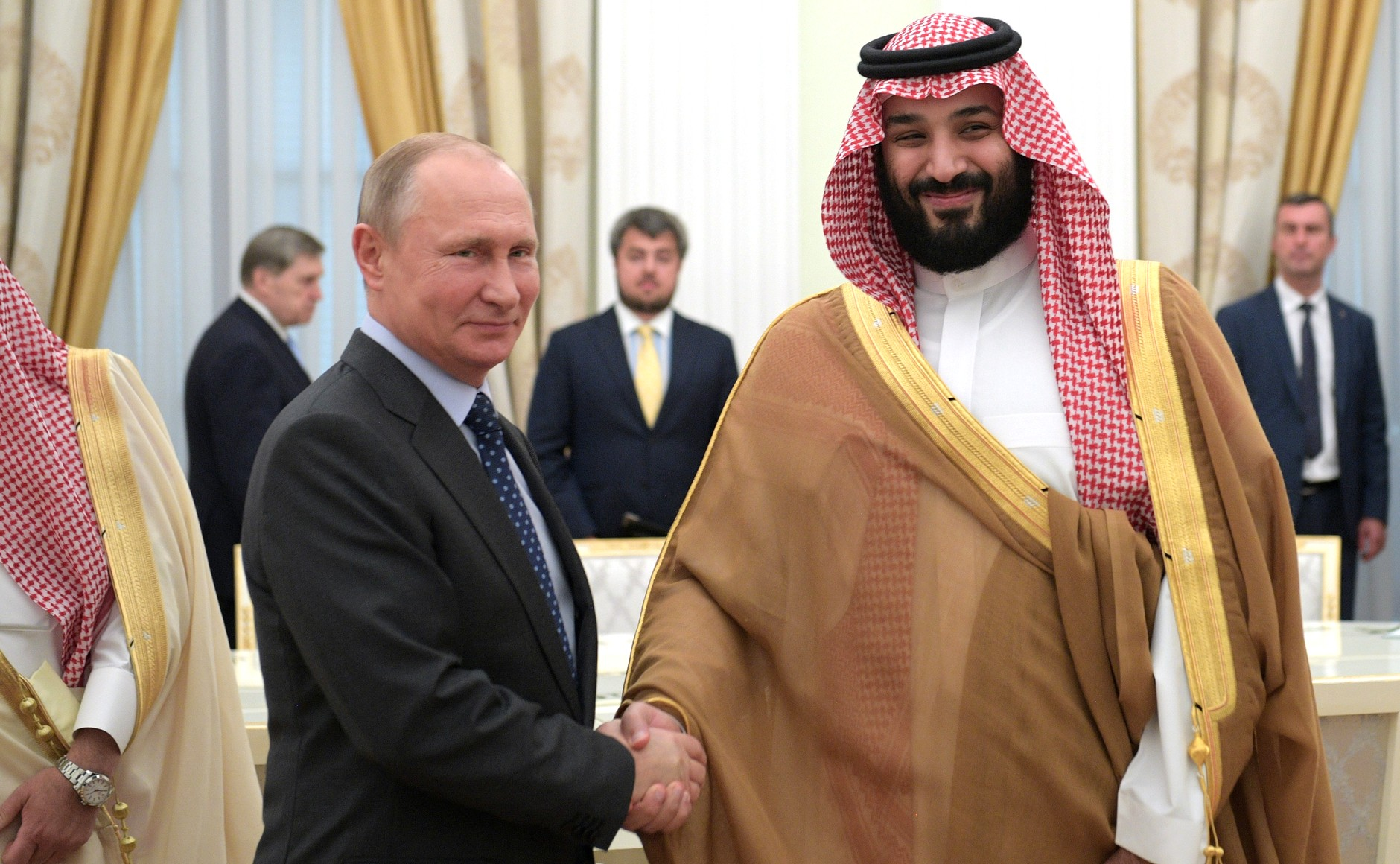
Ruský prezident Vladimir Putin a saúdský korunní princ Muhammad bin Salmán v Moskvě v červnu 2018

Rusko opakovaně kritizovalo saúdskou vojenskou intervenci v Jemenu proti jemenským šíitům, kterou podporují Spojené státy. V občanské válce v Sýrii Rusko podporuje syrského prezidenta Asada, zatímco Saúdská Arábie podporuje povstalce proti syrské vládě, což vedlo v roce 2015 k diplomatickému konfliktu mezi Ruskem a Saúdskou Arábií. Podle některých autorů Saúdská Arábie v roce 2014 zvýšila produkci ropy, aby snížila její cenu a poškodila tak ekonomiky Ruska a Íránu, které jsou na příjmech z těžby ropy závislé.
Rusko nicméně prohlubuje ekonomickou spolupráci se Saúdskou Arábií. Její plánovaná investice bude největší zahraniční investicí v Rusku za poslední čtyři roky. Další spolupráci Rusko plánuje v oblasti dodávek zbraní pro Saúdskou Arábii. V 2016 Rusko připravilo návrh týkající se prodeje zbraní Saúdské Arábii, jehož součástí jsou dodávky letecké techniky a munice a také několika typů systémů protivzdušné obrany různého doletu v celkové hodnotě asi 10 miliard dolarů. Rusko vede průběžně rozhovory se zeměmi OPEC a také se Saúdskou Arábií kvůli poklesu ceny ropy až o 70 %, který se udál v průběhu roku 2015 a počátkem 2016. Na Petrohradském mezinárodním ekonomickém fóru došlo k setkání ruského prezidenta Vladimira Putina se saúdskoarabským princem Muhammadem bin Salmánem, synem krále Salmána.

#### Vztahy sČeskoslovenskem a Českem
S Českem navázala Saúdská Arábie diplomatické vztahy v roce 1995, ale již předtím se rozvíjel její obchod s Československem. To do království vyváželo potraviny a průmyslové výrobky, převážně mléčné výrobky, sklo, bižuterii a produkty strojírenského průmyslu. V roce 2001 navštívil český prezident Václav Havel Saúdskou Arábii a při této příležitosti byla podepsána dohoda o zřízení vyslanectví Saúdské Arábie v Praze. To bylo otevřeno v roce 2002. Česko s královstvím spolupracuje v oblasti politické, školské, vědecké, kulturní a obchodní. V Praze se mezi lety 1999–2000 uskutečnila výstava s názvem Saúdskoarabské kulturní dědictví a v roce 2011 byla Saúdská Arábie čestným hostem a hlavním tématem veletrhu Svět knihy. V roce 2011 byla podepsána Dohoda o vzájemné ochraně a podpoře investic. V květnu 2013 Saúdskou Arábii navštívil s početnou delegací českých podnikatelů ministr zahraničních věcí Karel Schwarzenberg. Svou cestu zahájil setkáním s korunním princem a ministrem obrany Salmánem. K diplomatickému incidentu s ČR a k předvolání českého velvyslance v Saúdské Arábii došlo v roce 2015, poté, co nakladatelství Paseka vydalo v Česku román Satanské verše od spisovatele Salmana Rushdieho.
V květnu 2014 český prezident Miloš Zeman způsobil diplomatický incident mezi Českem a Saúdskou Arábií, když při oslavě izraelského dne nezávislosti prohlásil, že za násilnými akty jako byl útok v bruselském židovském muzeu stojí „islámská ideologie“. Saúdská Arábie si předvolala českého velvyslance v Rijádu a předložila soupis všeho, co kdy Zeman na téma islám v minulosti řekl.
Obchod mezi Českou republikou a Saúdskou Arábií v roce 2017 dosáhl 17 miliard korun. Mezi lety 2014 a 2018 ČR vyvezla zbraně do Saúdské Arábie v hodnotě 144 milionů eur (3,6 miliardy korun). Panuje ale podezření, že české zbraně vyvezené do Saúdské Arábie byly použity ve válkách v Jemenu, Libyi a Sýrii. Podle neziskové organizace Nesehnutí „Existuje bezpočet důkazů, že Saúdská Arábie páchá v Jemenu válečné zločiny.“
V listopadu 2023 zrušila Saúdská Arábie plánovanou návštěvu českého ministra průmyslu a obchodu Josefa Síkely v Rijádu, kde měl jednat se saúdským ministrem energetiky o dodávkách ropy do České republiky. Důvodem mělo být vystoupení Síkely a dalších českých vládních politiků na podporu Izraele po vypuknutí války Izraele s Hamásem.

### Lidská práva

V Saúdské Arábii hrozí za homosexuální styk trest smrti, vězení, bičování a chemická kastrace.
Hrozí trest smrti

Saúdská Arábie je nadále jedním z celosvětově nejhorších represivních režimů s masivním porušováním lidských práv. Křesťané mohou do Saúdské Arábie přicházet jako zahraniční pracovníci, ale otevřeně se hlásit ke křesťanství je zakázáno. V září 2014 bylo saúdskou náboženskou policií Mutaween zatčeno 28 křesťanů, kteří byli zadrženi při zátahu v tajné křesťanské modlitebně v domě indického občana ve městě Chafdží.
Saúdská Arábie používá drastické tresty jako bičování za opilství. Znásilněná žena byla v roce 2002 odsouzena k 200 ranám bičem, protože se pohybovala sama bez mužského doprovodu a podle logiky saúdského soudu si tak znásilnění sama přivodila. Existuje také možnost „vykoupení viny“ za vraždu, zabití nebo tělesné poškození. Pachatel se vyhne trestu pokud zaplatí rodině oběti částku, kterou si rodina sama určí. Za smrt ženy se platí pouze poloviční obnos oproti usmrcení muže. Běžné jsou tzv. vraždy ze cti žen, které „zahanbily“ rodinu.
Saúdskoarabský blogger Raíf Badáví, který založil skupinu na ochranu lidských práv, byl v roce 2014 za „urážku islámu“ odsouzen k 10 letům vězení, 1000 ranám bičem a pokutě ve výši 1 milion saúdských rijálů (přibližně 6 milionů Kč). Ali Muhammad al-Nimr, který byl jako nezletilý v roce 2011 zadržen za účast na protivládní demonstraci během Arabského jara, byl v květnu 2014 odsouzen k trestu smrti stětím a k následnému ukřižování.
Saúdskoarabský novinář Džamál Chášukdží, žijící v americkém exilu, byl naposledy spatřen 2. října 2018, když vstoupil na saúdskoarabský konzulát v Istanbulu. Podle zdrojů z Turecka byl Chášukdží na saúdském konzulátu při „výslechu“ členy královské gardy a saúdské tajné služby umučen, jeho tělo bylo následně rozčtvrceno a rozpuštěno v kyselině.
Saúdská Arábie vychází ze stejných principů jako Islámský stát v Iráku a Sýrii. Stejně jako Islámský stát také Saúdská Arábie trestá rouhání a homosexualitu trestem smrti, cizoložství v manželství trestá ukamenováním, zatímco cizoložství mimo manželství se trestá 100 ranami bičem, a krádež utětím ruky. Od léta roku 2015 Saúdská Arábie předsedá Radě OSN pro lidská práva.
Na počátku 60. let byla populace otroků v Saúdské Arábii odhadována na 300 000 lidí Otrokářství bylo oficiálně zrušeno v roce 1962.

### Obrana a bezpečnost

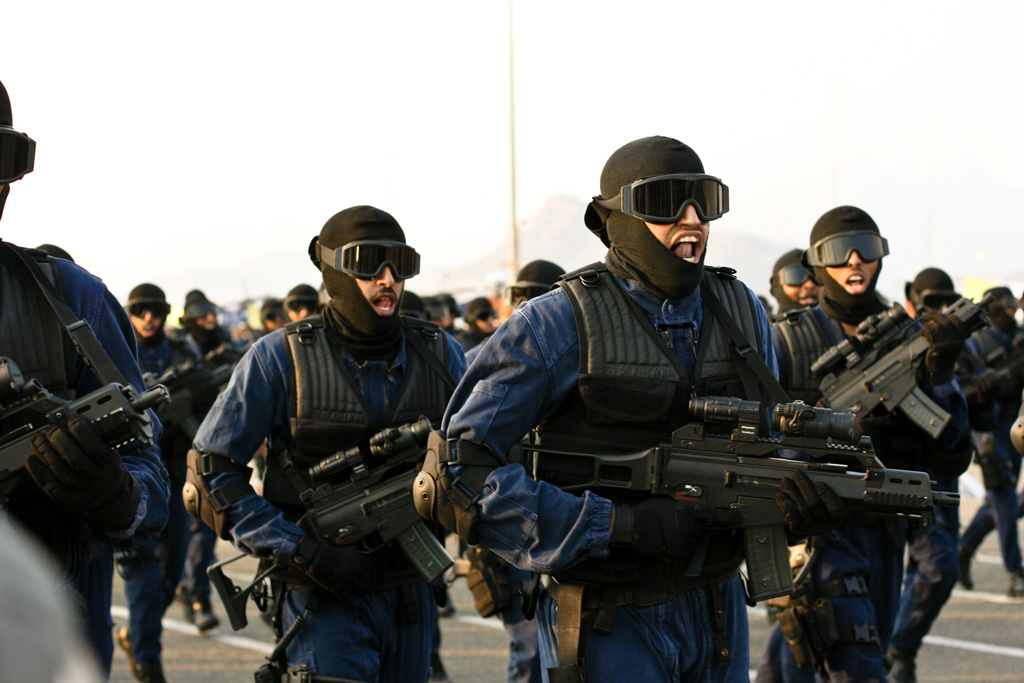
Saúdské bezpečnostní složky

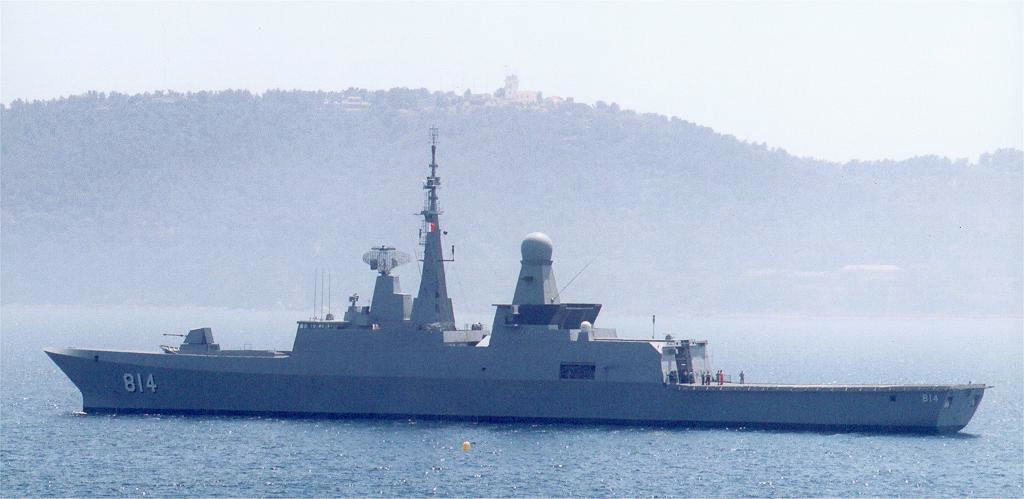
Jedna ze tří saúdských fregat třídy Al Riyadh

Saúdskoarabská armáda sestává z pozemní armády, letectva, protivzdušné obrany, námořnictva, národní gardy a sil ministerstva vnitra. Kromě toho má království k dispozici mnoho paramilitantních jednotek a několik zpravodajských služeb. Tyto složky fungují o celkové síle 200 000 mužů. V roce 2005 byly počty v jednotlivých složkách následující: pozemní armáda 75 000, letectvo 18 000, protiletecká obrana 16 000, námořnictvo 15 500. K tomu 75 000 vojáků a 25 000 kmenových bojovníků bylo v národní gardě. V zemi také funguje náboženská policie pod názvem Sbor pro šíření ctnosti a potírání hříchu, která dohlíží nad dodržováním náboženských pravidel. Vojensky království již dlouhou dobu spolupracuje se Spojenými státy; Američané Saúdské Arábii dodávají zbraně a zajišťují výcvik velké části armády. Vojenské výdaje království v procentech HDP jsou jedny z nejvyšších na světě, v roce 2005 to bylo asi 7 %. Většinu armádní výbavy země kupuje ze zahraničí a od roku 1990 za ní utratila více než 85 miliard dolarů. Vstup do armády je dobrovolný a je povolen pouze mužům.
Saúdskoarabská armáda je jednou z nejvybavenějších na světě. Z tanků měla k roku 2006 k dispozici 315 kusů M1A2 Abrams, 290 kusů AMX-30 a 450 kusů M60A3, dále vlastnila např. více než 1000 bojových vozidel pěchoty, přes 3000 obrněných transportérů, přes 200 kusů mobilního dělostřelectva, 60 vícehlavňových raketometů, 400 minometů a 12 útočných vrtulníků. Námořnictvo mělo k dispozici 11 válečných lodí, 65 bojových hlídkových lodí a několik dalších. Království také vlastnilo zhruba 300 bojových letadel, z nichž hlavní útočnou sílu tvořily stíhací letouny F-5 a F-15.
Jedním z největších domácích problémů je terorismus. Teroristické organizace, z nichž nejznámější je al-Káida založená saúdskoarabským multimilionářem Usámou bin Ládinem, útočí např. na ropovody nebo zaměstnance ze západních zemí. Saúdská vláda se snaží proti terorismu aktivně bojovat. Národní garda slouží hlavně k obraně citlivých cílů (ropná zařízení a elektrárny), kontrole hranic, provádění protiteroristických akcí, potlačování občanských nepokojů a zajišťování bezpečnosti nejvýznamnějších členů královské rodiny. Jednotlivé složky armády se vzájemně kontrolují a jejich vzájemná komunikace je omezena na minimum, aby z jejich strany nemohlo dojít k povstání.

## Obyvatelstvo

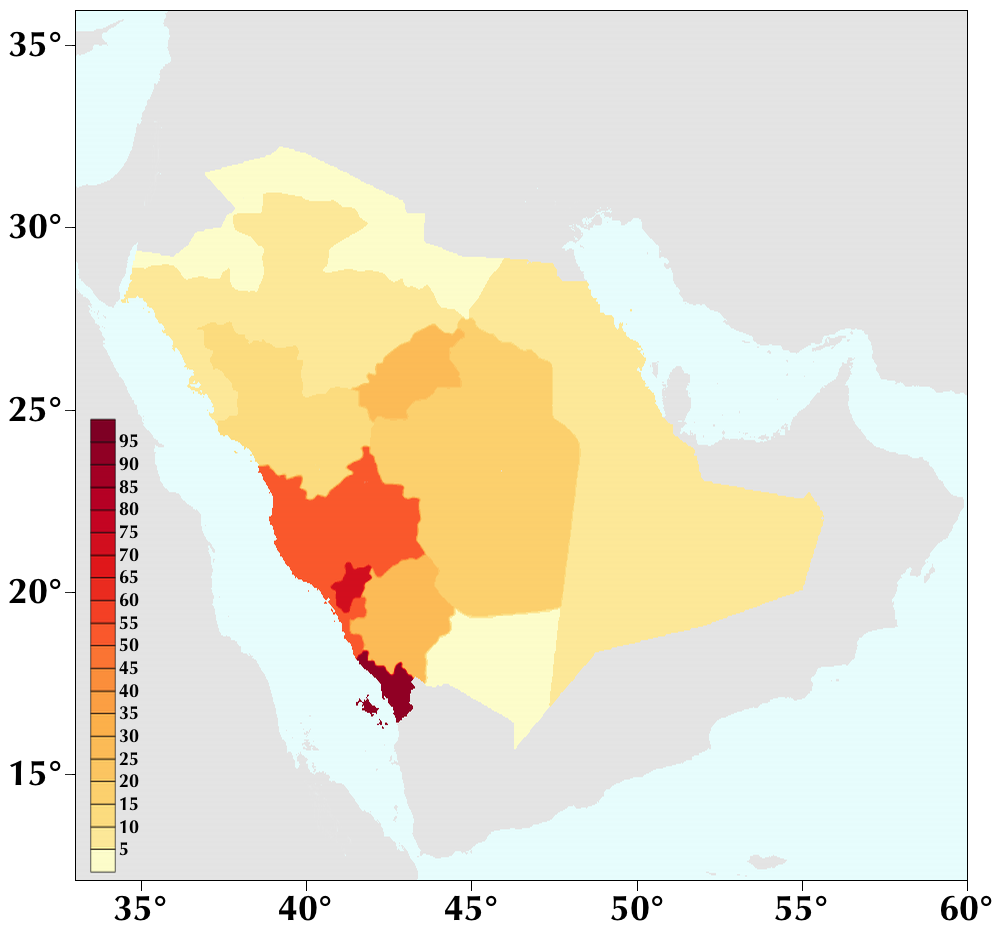
Hustota zalidnění v Saúdské Arábii (obyv./km²)

Míra ženské obezity je v Saúdské Arábii jedna z nejvyšších na světě.

V Saúdské Arábii žije dle posledního sčítání osob z roku 2022 celkem 32 175 224 obyvatel, z toho Saúdů je 18,8 milionu (58 %) a 13,4 milionu nesaúdských občanů (42 % populace).  To je v porovnání s ostatními členy Rady pro spolupráci arabských států v Zálivu relativně malé procento zahraniční pracovní síly, ale absolutně třetí největší počet na světě. Roční přirozený přírůstek činí 1,5 % a úhrnná plodnost je 2,8 dítěte. Střední délka života je v průměru 74 let (u mužů 72 let, u žen 76 let). Mediánový věk činí29 let. Zhruba 25 % obyvatel je ve věku 0–14 let, 73 % jich je ve věku 15–64 let a 3 % jsou starší. Do 60. let 20. století žila většina obyvatel nomádským způsobem života, v roce 2025 žilo již 85 % obyvatel ve městech a růst urbanizace činí asi 2,2 % ročně. Asi 80 % z necelého 7,5 milionu pracujících jsou cizinci. Etnicky tvoří obyvatelstvo z 90 % Arabové a 10 % je jiného afroasijského původu. Mezi největší skupiny zahraničních pracovníků patří Bangladéšané (2,1 mil v roce 2022), Indové (1,9 mil), Pákistánci (1,8 mil), Jemenci (1,8 mil), Egypťané (1,5 mil),  Súdánci (0,8 mil). Úředním jazykem je arabština. Přistěhovalecké menšiny hovoří svými vlastními jazyky, z nichž nejrozšířenější jsou tagalog (700 000 lidí), urdština (380 000) a egyptská arabština (300 000).
V zemi je dobrá zdravotní situace. Království nepřijímá žádnou humanitární pomoc, naopak je jedním z jejích největších poskytovatelů. Přístup k pitné vodě má zhruba 95 % obyvatel, téměř všichni mají přístup k základním lékům a zdravotní péče je pro všechny zdarma. Míra imunizace dosahuje také téměř 100 %.

### Sociální problémy

#### Ženy

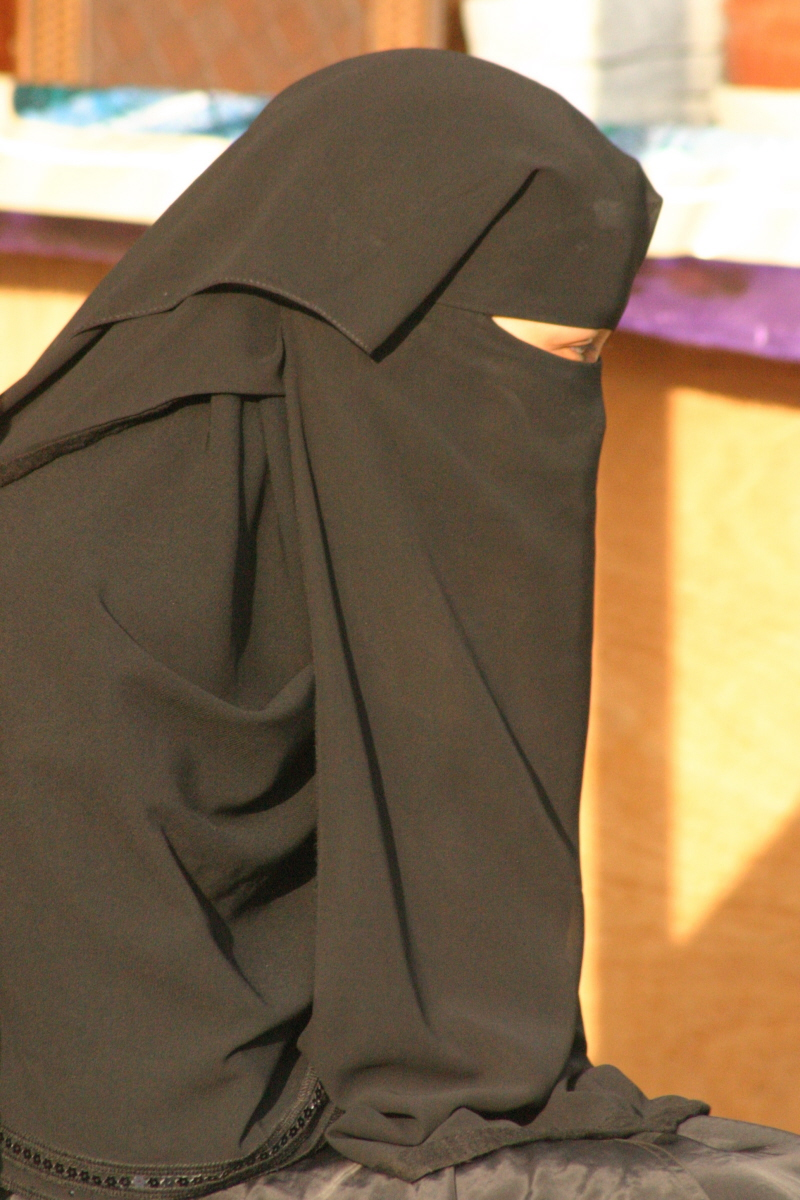
Mladá saúdskoarabská žena v nikábu

V království přetrvává silná diskriminace žen. Podle zákona mají nižší postavení než muži, kteří mají rozhodující slovo v manželství a v péči o děti. Muži mohou beztrestně páchat domácí násilí na ženách. Až do roku 2018 ženy nemohly např. řídit auta nebo cestovat bez mužského příbuzného a náboženskou policií jim je přikazován konzervativní způsob oblékání. Podle saúdského práva musí mít každá dospělá žena mužského příbuzného jako svého „strážce“, který ženě uděluje eventuální povolení, aby mohla cestovat, studovat nebo pracovat. Diskriminace žen v království je co se týče jejich práv jedna z nejhorších na světě, za Abdalláhovy vlády ale docházelo k určitým zlepšením. Dále je v Saúdské Arábii velký problém obchod se ženami s ohledem na vysoký počet ženských pracovnic ze zahraniční a na mezery v systému, které způsobují, že je mnoho obětí zneužíváno a mučeno.

#### Příbuzenské sňatky, inbreeding
Míra manželství mezi prvními nebo druhými bratranci/sestřenicemi v Saúdské Arábii patří k nejvyšším na světě. Tradičně je to považováno za prostředek k „zajištění vztahů mezi kmeny a zachování rodinného bohatství“. Tato praxe je pak citována jako faktor při vyšším výskytu závažných genetických onemocnění jako je cystická fibróza nebo talasémie, poruchy krve, diabetes 2. typu (který postihuje asi 32 % dospělých Saúdů), hypertenze (která postihuje 33 %), srpkovitá anémie, spinální svalová atrofie, hluchota a němota.

#### Zneužívání dětí
Podle studie, kterou provedl Dr. Nura Al-Suwaiyan, ředitel bezpečnostního rodinného programu pod institutem NGHA, je jedno ze čtyř dětí v Saúdské Arábii zneužíváno. Podle zprávy organizace National Society for Human Rights téměř 45 % dětí v zemi čelí nějakému druhu zneužívání a domácího násilí. V roce 2013 vláda schválila zákon, který domácí násilí na dětech trestá.

#### Chudoba
Odhady počtu Saúdů, kteří žijí pod hranicí chudoby, se pohybují od 12,7 % do 25 % Tiskové zprávy a soukromé odhady z roku 2013 naznačují, že mezi 2 až 4 miliony rodilých Saúdů v zemi žije za méně než asi 530 dolarů za měsíc – asi 17 dolarů na den, což je v Saúdské Arábii považováno za hranici chudoby. V kontrastu k tomu časopis Forbes odhaduje, že osobní jmění zemřelého krále Abdalláha bylo asi 18 miliard dolarů.

### Náboženství

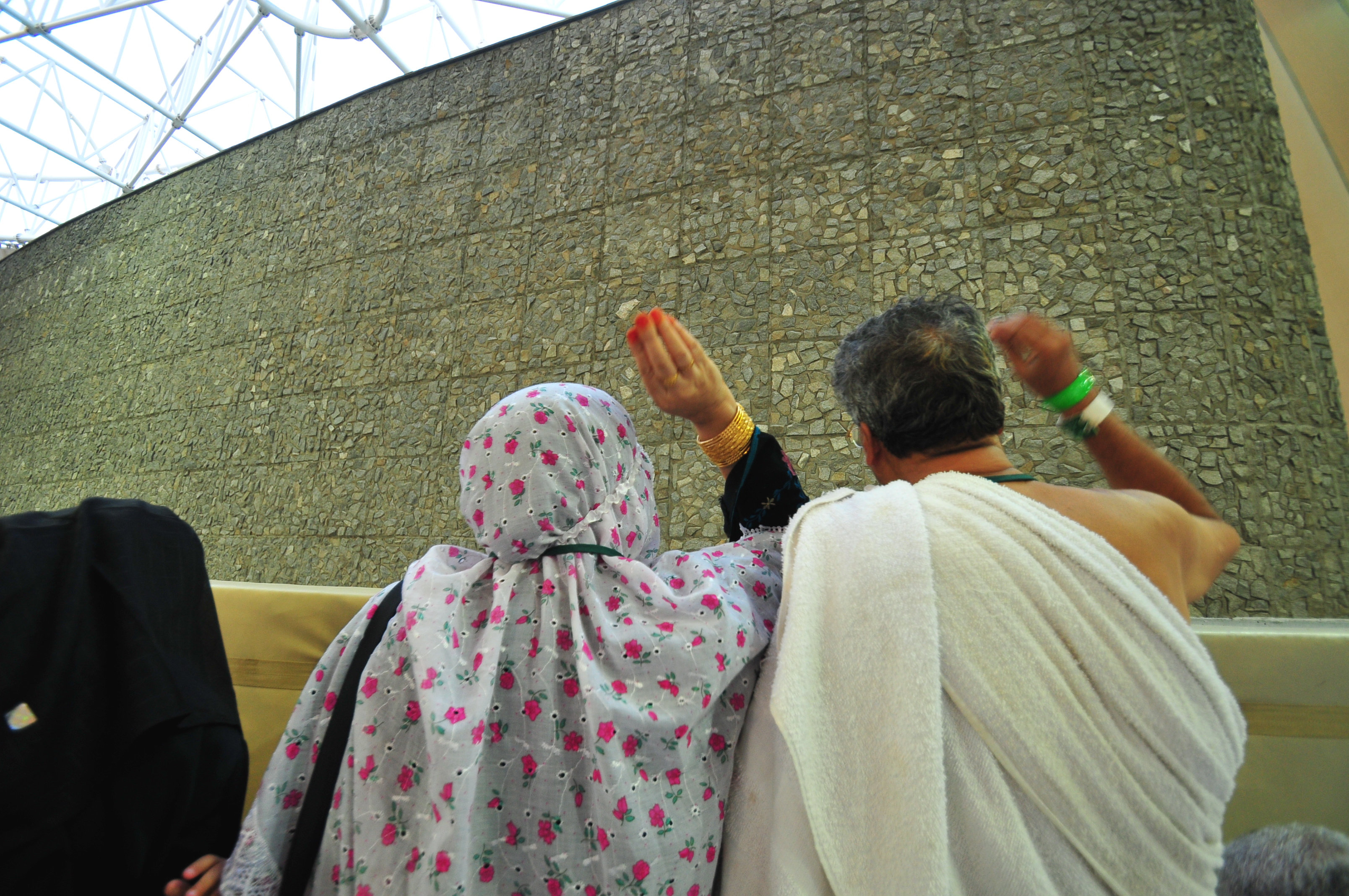
Kamenování satana

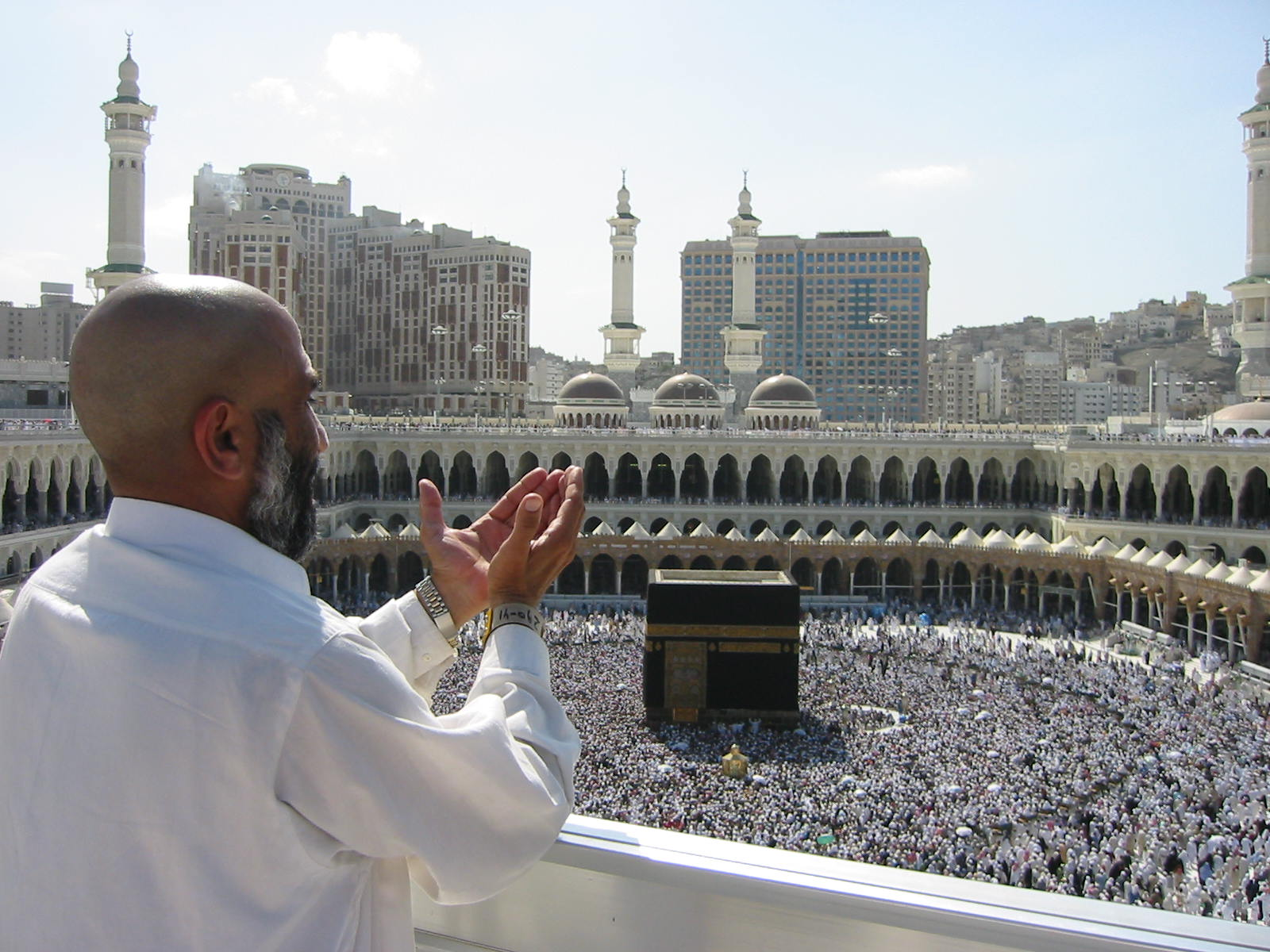
Pohled na Velkou mešitu s Ka'bou v Mekce, nejposvátnějším místě islámu

V Saúdské Arábii založil Mohamed islám na počátku 7. století. Dnes je Saúdská Arábie jednou z nejteokratičtějších zemí na Blízkém východě a islám je oficiálním státním náboženstvím. V království se nacházejí dvě nejposvátnější místa islámu, Mekka a Medína. Jeden z pěti pilířů islámu, Hadždž, přikazuje každému muslimovi alespoň jednou za život provést pouť do Mekky. Zhruba 97 % obyvatel Saúdské Arábie jsou muslimové, z nichž 85–90 % jsou sunnité a 10–15 % ší'ité, kteří žijí hlavně ve Východní provincii. Dění v království oficiálně podléhá striktní konzervativní wahhábistické interpretaci šaríy. Saúdská vláda i soukromé organizace působící v zemi vynakládají mnoho prostředků na financování zakládání mešit a náboženských škol po celém světě, které poté využívají k šíření wahhábismu. Od 60. let 20. století Saúdská Arábie financovala stavbu 1,359 mešit, 210 Islámských center, 202 vysokých škol a 2,000 škol v zemích, které nemají muslimskou většinu.
Mimo jiné kvůli přílivu západních myšlenek, modernizaci země a zkorumpovanosti královského dvora se zhruba od 80. let začaly v Saúdské Arábii vytvářet militantní islámské skupiny, z nichž některé bojují za návrat k životu podle fundamentálního výkladu Koránu.
V království platí zákaz veřejného vyznávání jiných náboženství než islámu a jsou omezovány i jiné než sunnitské formy jako ší'itský islám a súfismus. Ve školách přetrvává vyučování nenávistných názorů proti neislámským vírám a muslimským menšinám, čemuž se Abdalláhova vláda snaží bránit. Protože obyvatelé se oficiálně nemohou hlásit k jiným náboženstvím, ta nejsou při sčítáních lidu započítávána. Mnoho zahraničních pracovníků ale vyznává svou vlastní víru, např. křesťanství a hinduismus. Počty nemuslimských věřících je obtížné určit, ale např. křesťanská populace se odhaduje na 500 000 až 1 000 000 lidí.

## Ekonomika

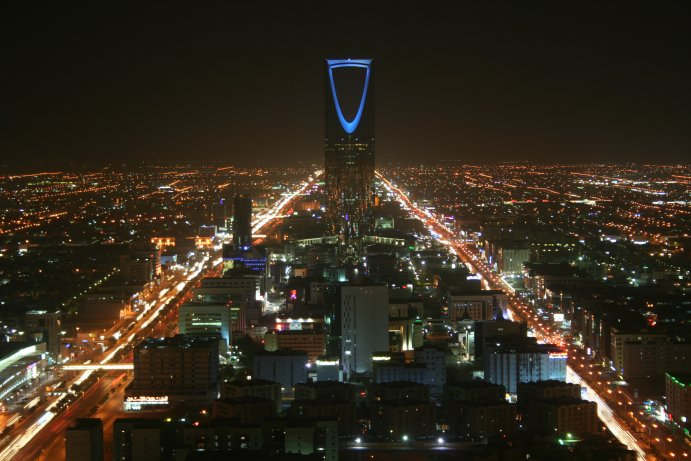
Rijád

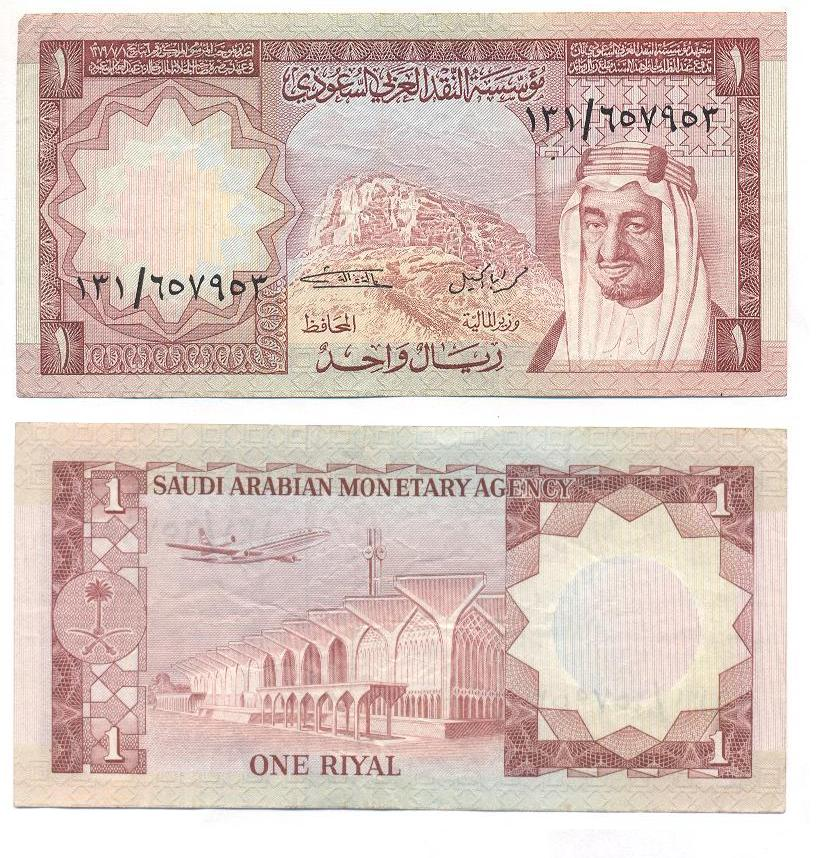
Historická bankovka o nominální hodnotě 1 saúdský rijál vydaná v roce 1977 v rámci třetí emise bankovek. Na aversní straně je vyobrazena hora Džabal al-Núr, kde měl mít Mohamed v jeskyni Hira tzv. První zjevení. Stejná strana dále zachycuje portrét krále Fajsala, zatímco na reversní straně je znázorněno letiště v Džiddě.

V roce 2010 činil hrubý domácí produkt (HDP) Saúdské Arábie podle parity kupní síly 622 miliard dolarů, což byla 23. nejvyšší hodnota na světě. Několik posledních let HDP roste v průměru 4 % ročně. Zhruba 10 % obyvatel je nezaměstnaných (odhad saúdské vlády; americká vláda míru nezaměstnanosti odhaduje na 25 %) a v roce 2006 pouze 10 % pracovní síly tvořily ženy. Kvůli ropnému boomu v 70. letech se Saúdská Arábie na několik let stala jednou z nejrychleji rostoucích ekonomik na světě. Jen za rok 2012 měla Saúdská Arábie z vývozu ropy čisté zisky 194 miliard dolarů.
Režim se v rámci svých pětiletek soustřeďuje na rozšíření a posilování soukromého sektoru ve všech oblastech kromě ropného průmyslu, který je ve vlastnění státu (ovládá ho státní společnost Saudi Aramco). Kromě obrovských zásob ropy má Saúdská Arábie také 4. největší zásoby zemního plynu na světě. Mezi další vládní snahy patří lákání zahraničních investorů, diverzifikace ekonomiky, výstavba infrastruktury a vytváření nových pracovních míst. Saúdská ekonomika je liberální, jednotlivci i firmy platí nízké daně. Od roku 2005 je království členem Světové obchodní organizace (WTO). Země má stabilní a vysoce výdělečný bankovní systém. Měnou je saúdský rijál, jehož kurz byl v roce 2010 celkem 3,75 rijálů za dolar.
Nejčastějšími cíli saúdského exportu (z něhož naprostou většinu tvoří ropa a ropné produkty) byly v roce 2010 Japonsko (14,3 %), Čínská lidová republika (13,1 %), Spojené státy (13 %), Jižní Korea (8,8 %), Indie (8,3 %) a Singapur (4,5 %). Naopak importuje nejčastěji různé stroje, potraviny, chemikálie, automobily, textilie a vojenský materiál, a to převážně ze Spojených států (12,4 %), ČLR (11,1 %), Německa (7,1 %), Japonska (6,9 %), Francie (6,1 %), Indie (4,7 %) a Jižní Koreje (4,2 %).

### Zemědělství

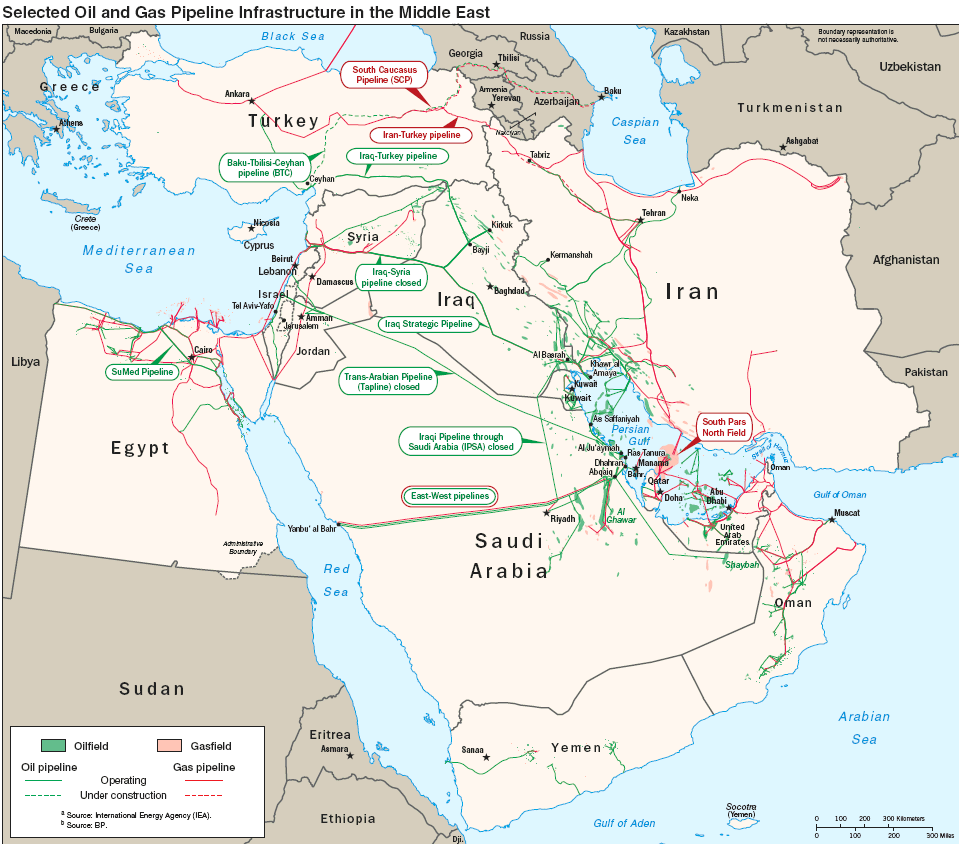
Ropovody, plynovody a ropná pole na Blízkém východě

Království má velmi malý podíl obdělávané půdy, asi 1,7 %. Mezi významné plodiny patří např. pšenice, ječmen, rajče, meloun, datle a citrus. Z živočišných produktů jde pak o jehněčí maso, kuřecí maso, vejce a mléko. Království je soběstačné v pěstování pšenice a produkci vajec a mléka, ale většinu jídla dováží.

### Průmysl
Saúdské ekonomice dominuje těžba ropy a navazující petrochemická výroba, mezi další významná odvětví patří výroba cementu, hnojiv, železa a plastů, lehký průmysl a průmysl zpracovávající místní suroviny jako jsou např. bauxit, měď, zinek, vápenec a mramor. Kromě ropy se těží i zemní plyn, který se ale nevyváží a využívá se z většiny na výrobu energie. Celkové zásoby zemního plynu jsou odhadovány na 7,8 bilionů m³ a roční produkce činí 84 miliard m³.
Království vlastní asi pětinu světových zásob ropy (podle odhadu z roku 2011 je to 262,6 miliard barelů) a je jejím největším vývozcem, kvůli čemuž zastává vedoucí roli v Organizaci zemí vyvážejících ropu (OPEC). Saudi Aramco, státní ropná společnost, zaměstnává 66 tisíc zaměstnanců. Výdělky z ropy tvoří asi 45 % HDP, 90 % procent vývozu a 75 % státních příjmů. Naleziště ropy se nacházejí hlavně na východě země.

### Služby a cestovní ruch

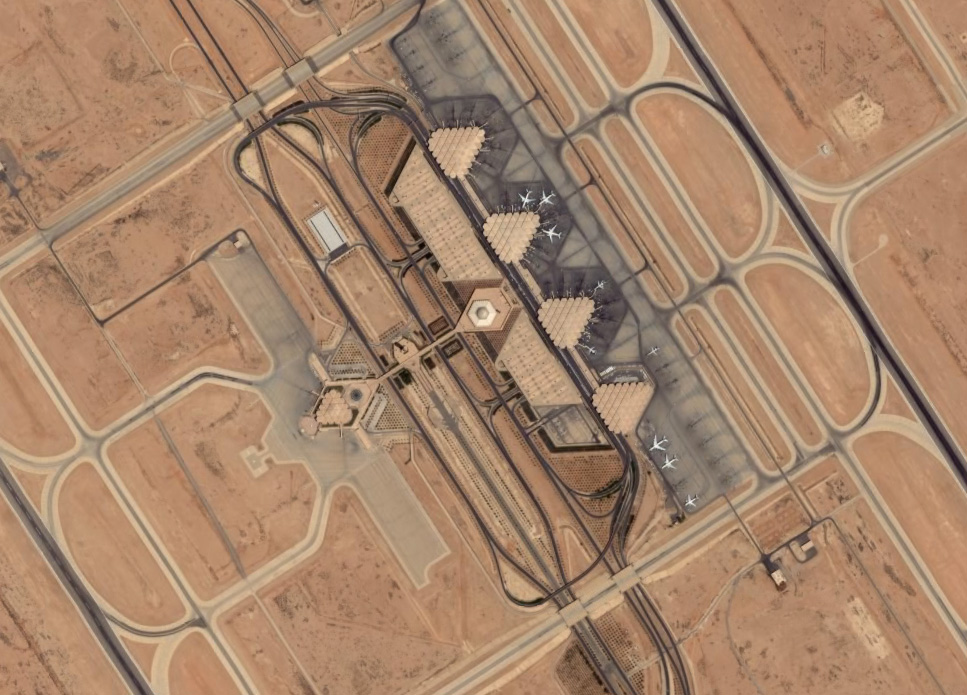
Mezinárodní letiště Krále Chálida v Rijádu

Ve službách podle údajů z roku 2005 pracují zhruba tři pětiny ekonomicky aktivních obyvatel. V zemi nejsou rozvinuty všechny služby, např. městská hromadná doprava nebo kulturní zařízení. Postupně se rozvíjejí finanční a logistické služby. Cestovní ruch je z naprosté většiny tvořen návštěvami islámských památek, a to převážně Mekky a Medíny. Hadždž, muslimskou pouť do Mekky, každým rokem absolvují zhruba 3 miliony lidí. I když se vláda snaží o přilákání turistů např. výstavbou pobřežních středisek, turismus nenáboženského významu je zatím vzácný.

### Infrastruktura
Během prvních dvou saúdskoarabských pětiletek (1970–1979) došlo k výraznému rozvoji infrastruktury. V zemi je zhruba 184 000 km zpevněných cest, z toho asi 53 800 km je asfaltových silnic. Délka železnic je asi 2 400 km a do železniční přepravy vláda investuje velké peníze. V zemi se nachází přes 215 letišť, z nichž mezinárodní jsou v Rijádu, Džiddě, Dammámu a Tabuku. Co se týče námořní dopravy, Saúdská Arábie měla k roku 2010 k dispozici 74 obchodních lodí a největšími přístavy jsou Džidda, Dammám, Jubail a Janbú, kterými prochází 95 % námořní přepravy. Síť ropovodů a plynovodů dosahuje délky asi 9 000 km.
Počet pevných linek k roku 2010 přesahoval 4 miliony a počet mobilních telefonů 51 milionů. Počet uživatelů internetu, který je cenzurován (vláda blokuje přístup k některým stránkám), byl k roku 2009 necelých 10 milionů.

## Kultura

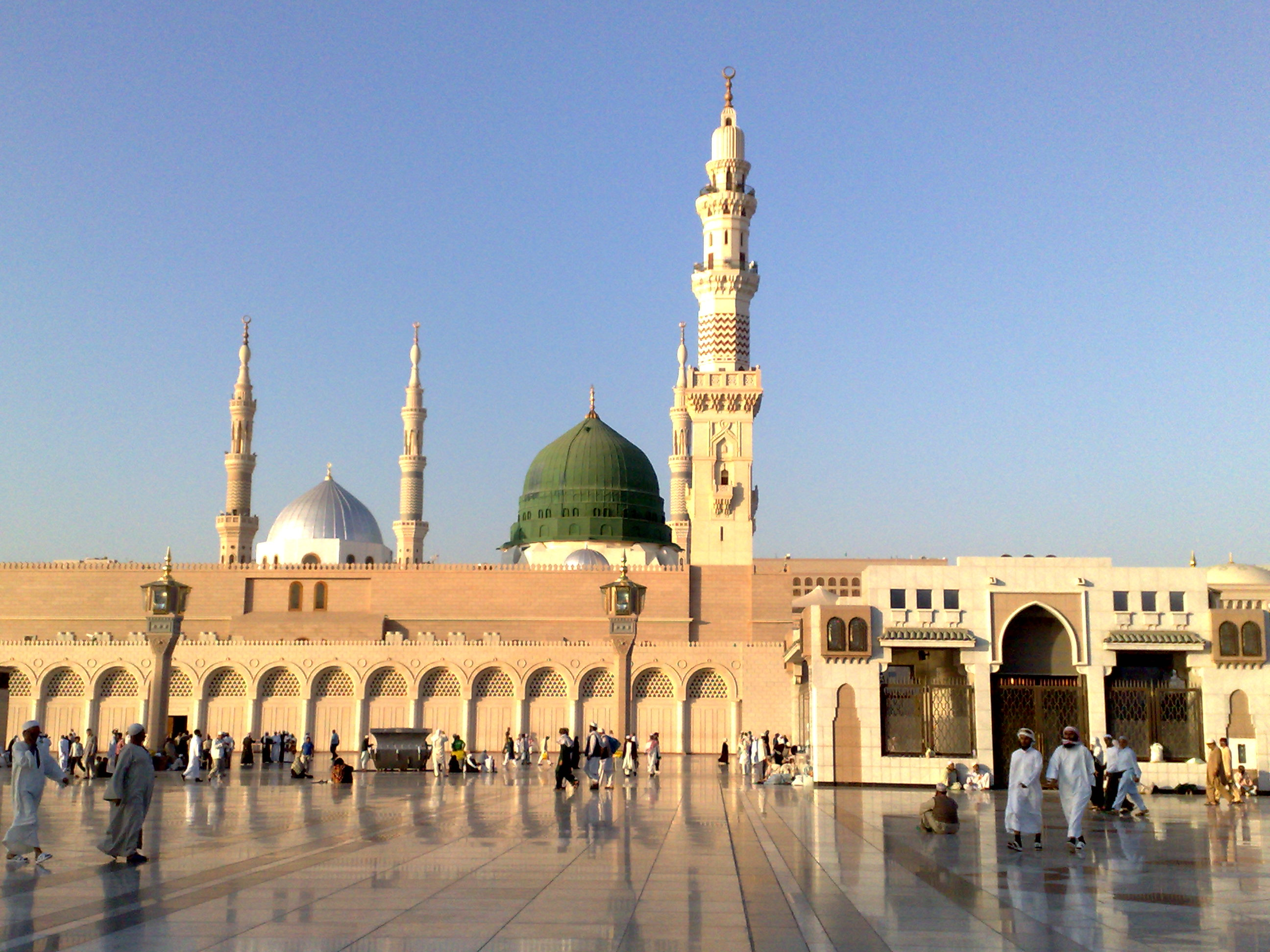
Prorokova mešita

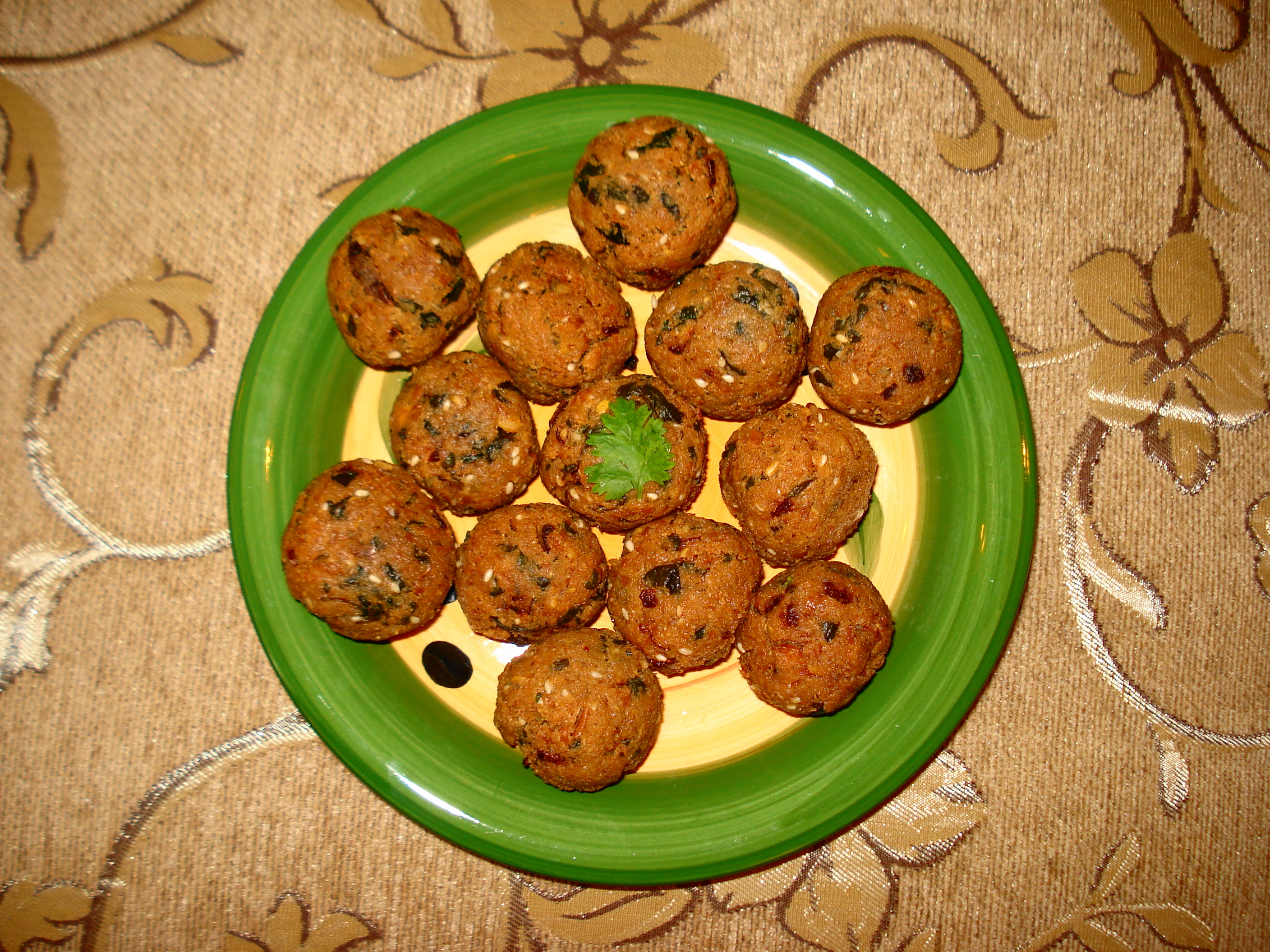
Falafel, jedno z tradičních saúdskoarabských jídel

Kultura království je silně konzervativní a ovlivněna islámem, konkrétně wahhábistickým výkladem Koránu. Významné místo v ní náleží hudbě, tanci a poezii. Mezi nejčastější hudební nástroje patří rebab a různé bicí nástroje. Poezie svou tradicí sahá do předislámské doby, kdy vznikla často používaná forma básní kasída (óda). Ve společnosti je velký důraz kladen na rodinu, která v minulosti hrála klíčovou roli v kmenovém uspořádání společnosti. Většina obyvatel nosí tradiční oblečení, které u mužů představuje dlouhý oděv a pokrývku hlavy kefíju. Ženy, které na veřejnosti musí chodit zahalené, nosí hidžáb a niqáb. V zemi se používá islámský kalendář, který je lunární a podle kterého se slaví dva národní náboženské svátky, íd al-fitr (konec Ramadánu) a íd al-adhá (Svátek oběti). Kromě nich se ještě podle západního kalendáře slaví dne 23. září výročí sjednocení království. Kromě těchto tří svátků se žádné oficiálně neslaví.
V zemi se nachází mnoho islámských památek včetně dvou nejsvětějších míst islámu, Mekky a Medíny. V nich se nacházejí Velká mešita (Mekka) a Prorokova mešita (Medína). Na nádvoří Velké mešity leží Ka'ba a v Prorokově mešitě se nachází hrob proroka Mohameda. Dvě památky na území Saúdské Arábie jsou zapsané na seznamu světového dědictví UNESCO, a to předislámská archeologická lokalita Al-Hijr a původní sídlo královské rodiny Saúdů At-Turaif v Daríje.

### Sport
Velmi oblíbeným sportem v Saúdské Arábii je fotbal, mezi další patří např. potápění s přístrojem, windsurfing a závody velbloudů. V zemi je stále praktikováno sokolnictví, ale podléhá několika omezením, protože několik druhů sokolů je chráněných. Saúdská Arábie se účastní asijských her a od roku 1972 také letních olympijských her. První medaile si připsala na olympijských hrách v Sydney roku 2000, kde stříbro získal na čtyřsetmetrové trati překážkář Hadi Al Somaily a parkurový jezdec Chálid Al-'Aid. Na jeho úspěch navázal saúdský parkurový tým v Londýně 2012, rovněž bronzem. Na olympijských hrách v Tokiu, které se konaly roku 2021, pak medailovou sbírku Saúdské Arábie rozšířil na čtyři položky karatista Tareg Hamedi. Byť průběh finále byl velmi diskutovaný, když to dlouho vypadalo, že Hamedi vyhrál, poté co soupeře knockoutoval, po průběžném vedení, nicméně rozhodčí nakonec jeho kop označili za zakázaný a kontumačně tak vyhrál jeho íránský soupeř. V roce 2012 se poprvé v historii olympijských her účastnila saúdskoarabská žena. Na rok 2025 chystá Saúdská Arábie první olympiádu v e-sportech.

### Kuchyně
Saúdskoarabská kuchyně je velmi podobná okolním státům na pobřeží Perského zálivu a silně ji ovlivnily turecká, perská a africká kuchyně (viz arabská kuchyně). V zemi je zakázána konzumace alkoholu a vepřového masa. Mezi oblíbená jídla patří khúzí (vycpané jehněčí maso), švarma (jídlo podobné kebabu), kabsa (rýže s kuřecím masem) a falafel (smažené kuličky z bobů nebo cizrny). Saúdskoarabská jídla bývají často silně kořeněná. K jídlu je podáván chléb a čerstvé ovoce, z nichž nejčastější jsou datle. Tradičním nápojem je silná káva.

### Vzdělání a věda
Saúdský školní systém je pro všechny občany bezplatný. Zhruba 99 % dětí v odpovídající věkové kategorii studuje základní školu. Z dat z roku 1996 vyplývá, že zhruba 88 % jich poté začne studovat střední školu. Podle sčítání lidu z roku 2006 celkem 50 % studentů a 60 % studentek po vystudování střední školy pokračují ve studiu na vysoké škole. Učební osnovy jsou stále z velké části ovládány islámskými duchovními, ale Abdalláhova vláda se snaží tento vliv potlačit. Mezi nejčastěji studované obory v zemi patří technické obory a teologie. Podle odhadu z roku 2003 je zhruba 79 % obyvatel gramotných s tím, že žen je gramotných méně než mužů (71 % oproti 85 %). Mladší generace (15–24 let) je pak z 98 % gramotná. Pětiletka na roky 2010–2014 se soustřeďuje na rozvoj lidských zdrojů, plánuje se výstavba 25 univerzit a 250 milionů dolarů ročně je určeno na výzkumné projekty.